# 16. Mai
Der 16. Mai ist der 136. Tag des gregorianischen Kalenders (der 137. in Schaltjahren), somit verbleiben 229 Tage bis zum Jahresende.

## Ereignisse

### Politik und Weltgeschehen
- 0218: Varius Avitus Bassianus wird ein Jahr nach der Ermordung seines vermeintlichen Vaters Caracalla zum römischen Kaiser proklamiert. Um an die Tradition der Antonine anzuknüpfen, gibt er sich den Herrschernamen Marcus Aurel(l)ius Antoninus.

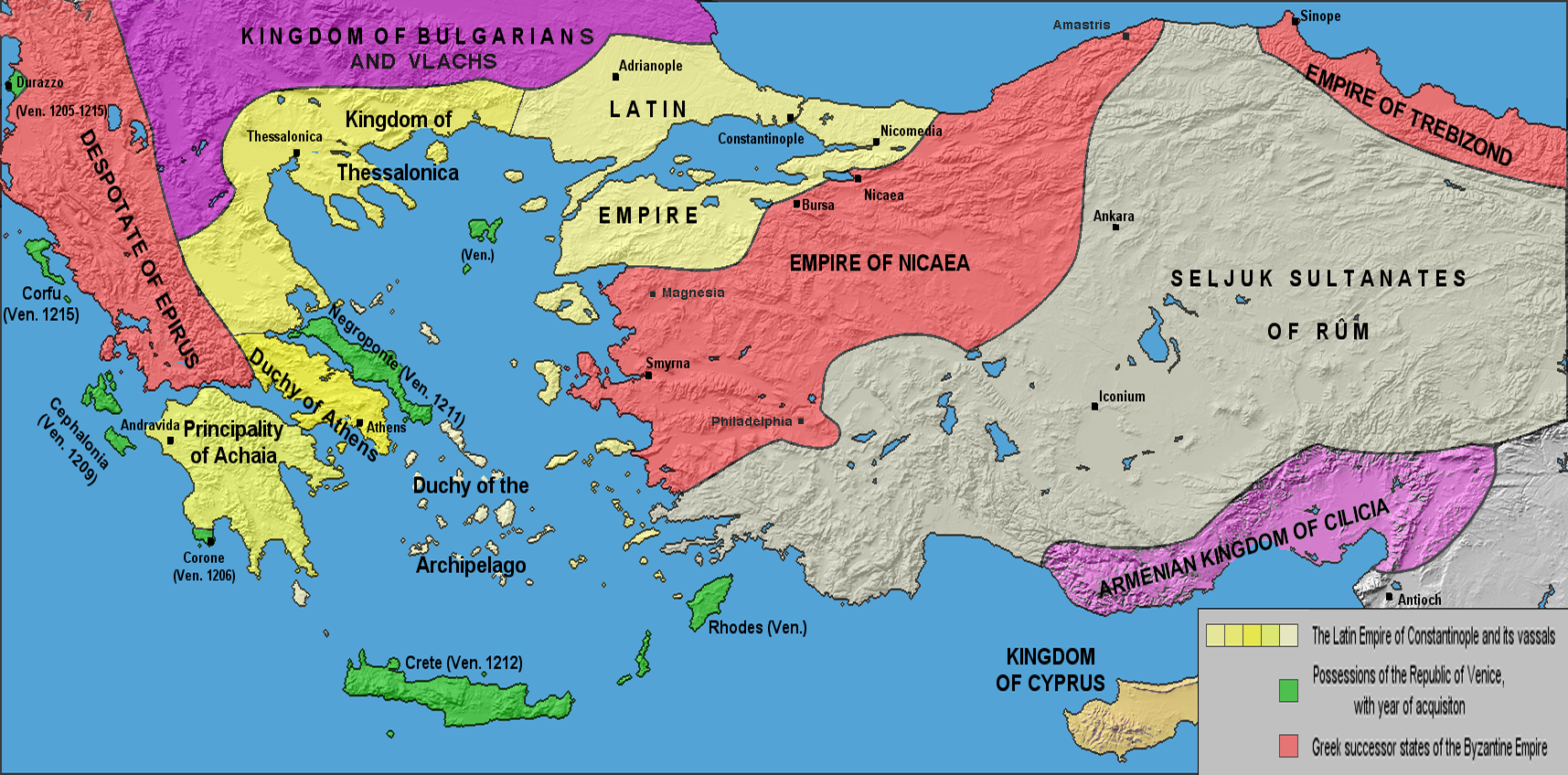
1204: Lateinisches Kaiserreich

- 1204: Balduin I. von Flandern und Hennegau wird zum Kaiser des Lateinischen Kaiserreichs gekrönt. Dieses war im Monat zuvor durch die Aufteilung des Byzantinischen Reiches während des Vierten Kreuzzuges neu entstanden.

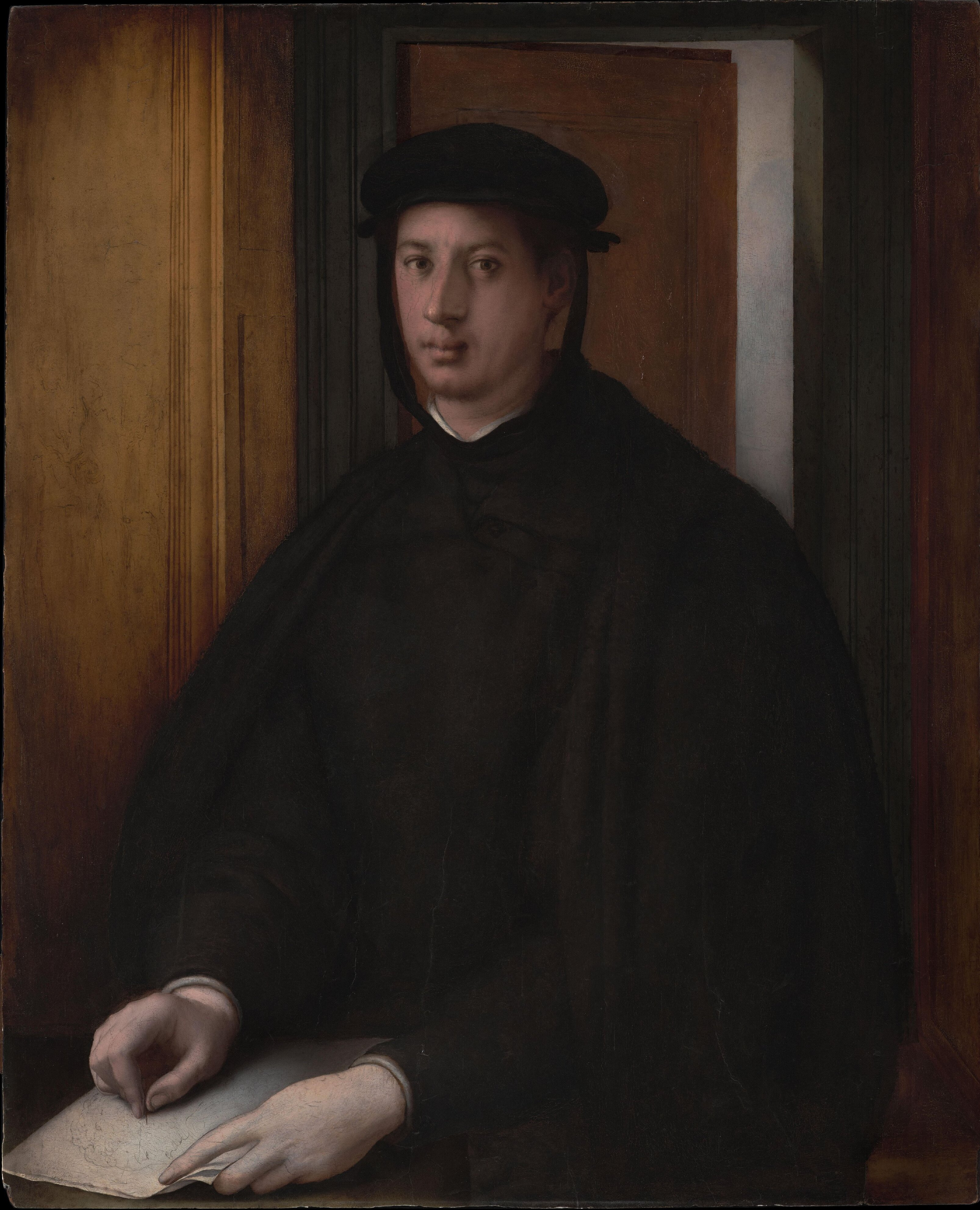
1527: Alessandro de’ Medici

- 1527: In Florenz werden die Medici ein zweites Mal von der Macht und aus der Stadt vertrieben. Unter dem Einfluss von Niccolò Capponi und Filippo Strozzi wird wieder eine Republik errichtet. Ippolito und Alessandro de’ Medici sowie Kardinal Silvio Passerini als ihr Vormund verlassen am folgenden Tag den Ort.
- 1532: Thomas Morus tritt vom Amt des englischen Lordkanzlers zurück, um weiteren Konflikten mit Heinrich VIII. aus dem Weg zu gehen.
- 1771: Der Sieg von Gouverneur William Tryon in der Schlacht von Alamance beendet den sogenannten Aufstand der Regulatoren, eine Rebellion im kolonialen North Carolina gegen die lokalen Autoritäten und deren Steuererhebungen.
- 1795: Die in den Niederlanden durch französischen Revolutionsexport neu geschaffene Batavische Republik schließt in Den Haag einen Friedensvertrag mit dem Frankreich der Revolutionszeit. Die französische Tochterrepublik verliert mehrere Exklaven an Frankreich und muss mit hohen Kontributionen eine französische Armee von 30.000 Mann auf ihrem Staatsgebiet unterhalten.

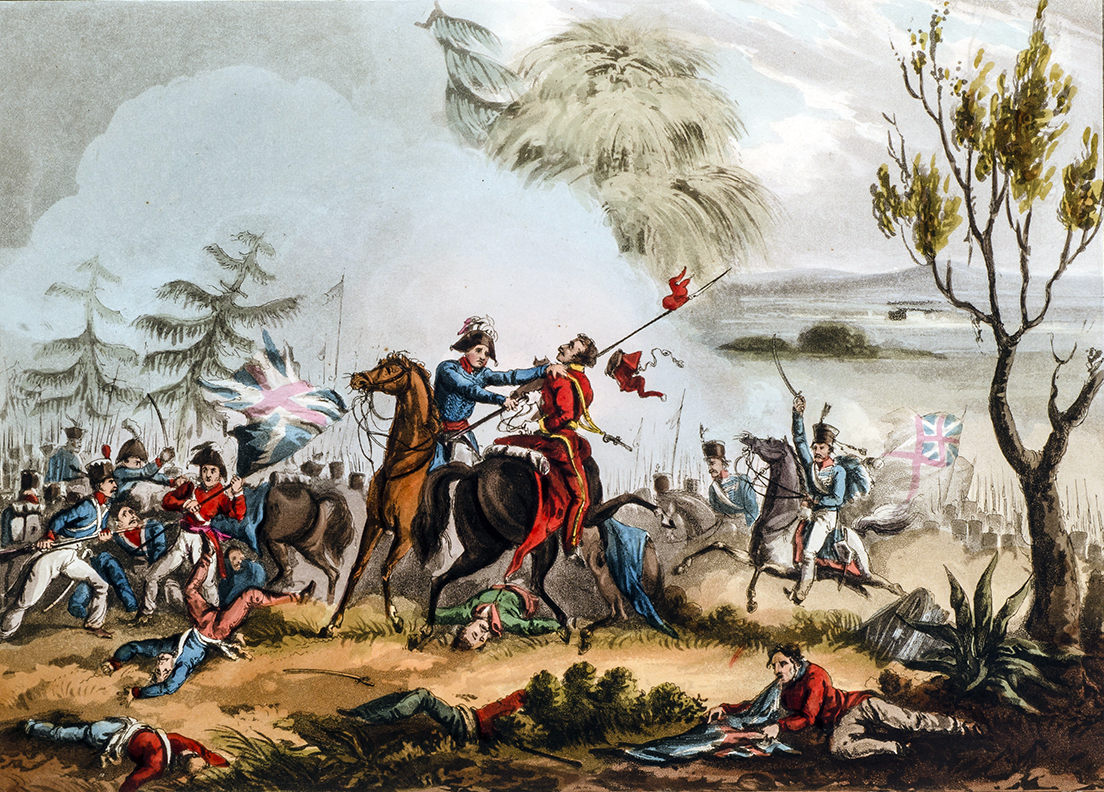
1811: Schlacht von Albuera

- 1811: Eine alliierte Armee aus Briten, Portugiesen und Spaniern, kommandiert von William Beresford, 1. Viscount Beresford, siegt in der Schlacht bei La Albuera während Napoléons Spanienfeldzug über die zuvor in der Stadt Badajoz befindlichen französischen Truppen unter Marschall Soult.
- 1833: Der gewählte General Antonio López de Santa Anna regiert erstmals als mexikanischer Staatspräsident, doch nach wenigen Wochen überlässt er die Staatsgeschäfte wieder seinem Vizepräsidenten Valentín Gómez Farías.

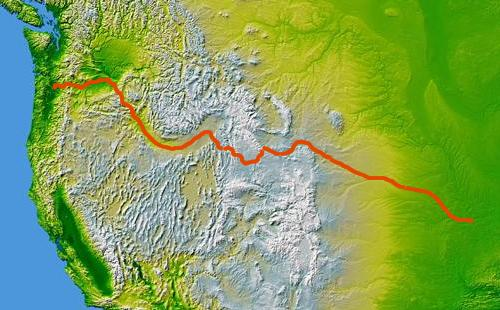
1842: Oregon Trail

- 1842: Eine erste Planwagen-Kolonne mit 100 Siedlern begibt sich von Missouri aus auf dem Oregon Trail über die Rocky Mountains nach Westen.

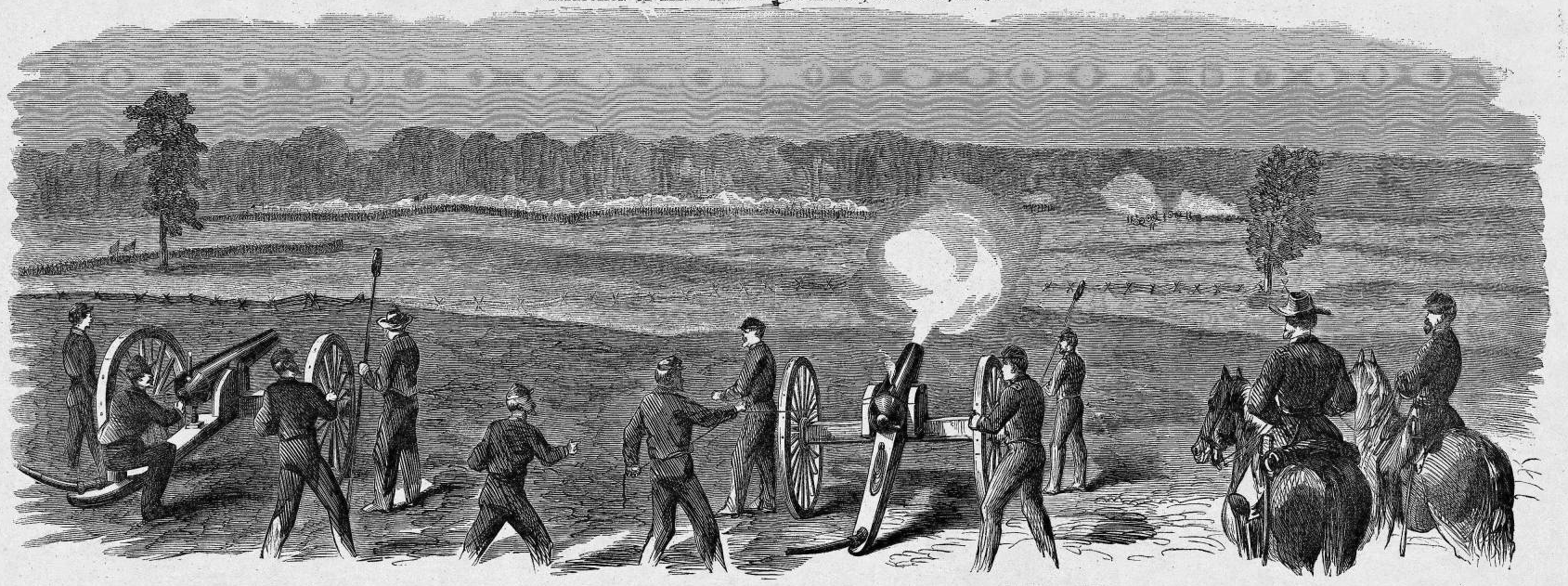
1863: Schlacht am Champion Hill

- 1863: Im Amerikanischen Bürgerkrieg schlägt Nordstaaten-General Ulysses S. Grant mit seiner Army of the Tennessee in der Schlacht am Champion Hill die konföderierte Army of Mississippi unter John C. Pemberton.
- 1868: Im Senat der Vereinigten Staaten scheitert das Impeachment gegen US-Präsident Andrew Johnson, weil eine Stimme für die erforderliche Zweidrittelmehrheit fehlt.

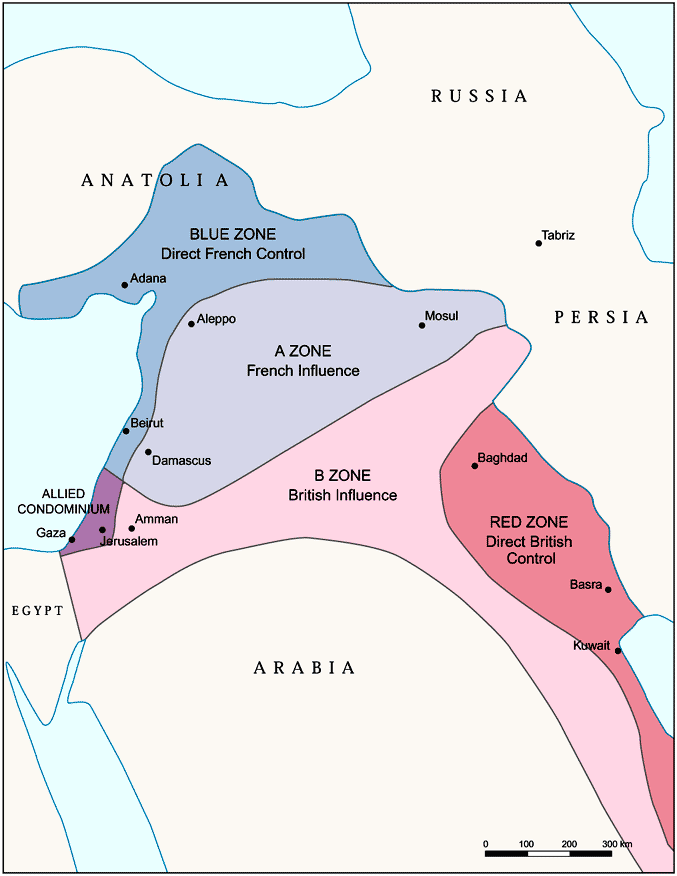
1916: Karte des Sykes-Picot-Abkommens

- 1907: Mit den Abkommen von Cartagena nähert sich Spanien den Entente-Mächten an
- 1916: Im geheimen vom französischen Diplomaten François Georges-Picot und dem Briten Mark Sykes ausgehandelten Sykes-Picot-Abkommen grenzen Großbritannien und Frankreich ihre Einflusssphären im Nahen Osten für die Zeit nach dem Ersten Weltkrieg ab.
- 1940: Im Generalgouvernement beginnt die AB-Aktion der Nationalsozialisten. Mit der sich dahinter verbergenden gezielten Tötung werden mögliche polnische Widerstandsführer im Standgerichtsverfahren hingerichtet.

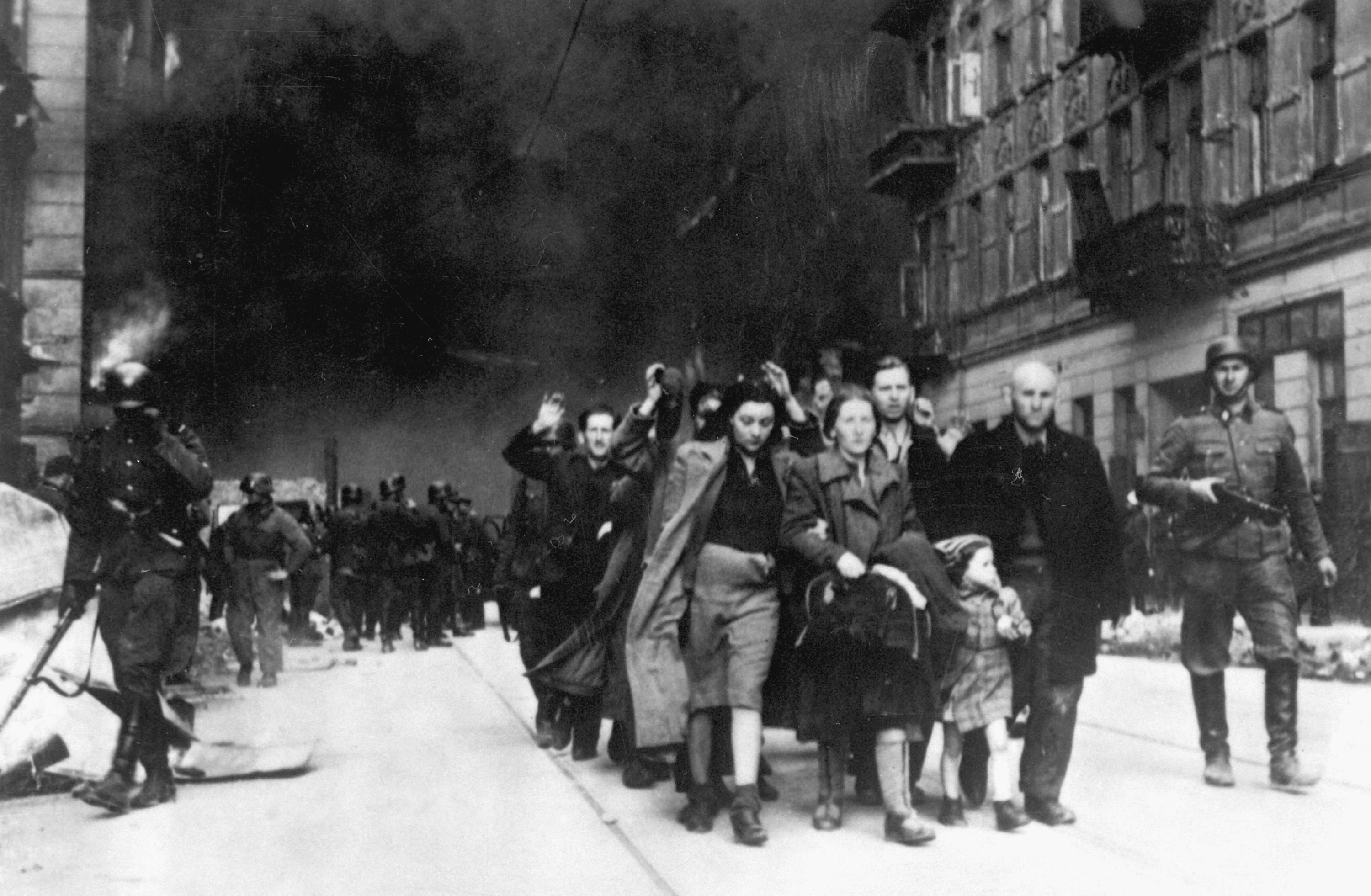
1943: Deportation von Aufständischen

- 1943: Erst mit der vollständigen Niederbrennung des Ghettos können die unter dem Kommando von Jürgen Stroop stehenden SS-, Wehrmacht- und Polizeieinheiten den seit dem 19. April anhaltenden Aufstand im Warschauer Ghetto beenden. Als Abschluss lässt Stroop die Große Synagoge sprengen.
- 1943: Mit der Operation Chastise versucht die Royal Air Force die Staumauern von sechs Talsperren im heutigen Nordrhein-Westfalen und in Hessen zu zerstören.
- 1944: Im KZ Auschwitz-Birkenau kommt es zum Aufstand der Sinti und Roma gegen die geplante Massen-Vergasung. Die SS muss die angelaufene Liquidierung (Romanes: Porajmos) des sogenannten Zigeuner-Lagers bis in den Juli hinein unterbrechen.
- 1946: Der deutsche Chemiker Bruno Tesch, im Testa-Prozess zum Tod verurteilter Inhaber der Firma Tesch & Stabenow, die Konzentrationslager mit Zyklon B beliefert hat, wird im Gefängnis Hameln hingerichtet.
- 1946: Der Malmedy-Prozess gegen 73 deutsche Angeklagte, unter ihnen Joachim Peiper und Sepp Dietrich, über das Malmedy-Massaker an US-Soldaten im Dezember 1944 beginnt im Internierungslager Dachau. Er dauert bis zum 16. Juli.
- 1954: Der Beginn des Kengir-Aufstandes im Gulag.

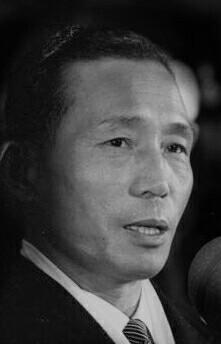
1961: Park Chung-hee

- 1961: In Südkorea übernimmt General Park Chung-hee mit einem Militärputsch gegen die Regierung der Zweiten Republik unter Yun Bo-seon die Macht.

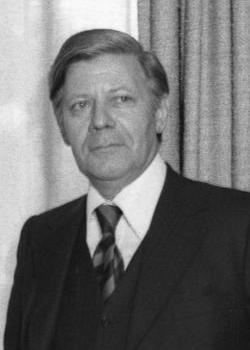
1974: Helmut Schmidt

- 1966: In China beginnt unter Mao Zedong mit der «Mitteilung des 16. Mai» die Kulturrevolution.
- 1974: Der Deutsche Bundestag wählt Helmut Schmidt als Nachfolger des wegen der Guillaume-Affäre zurückgetretenen Willy Brandt zum fünften Bundeskanzler.

1975: Wappen von Sikkim

- 1975: Das ehemalige Königreich Sikkim erklärt nach der Volksbefragung vom 14. April seinen Beitritt zur Indischen Union als 22. Bundesstaat.
- 1995: Shōkō Asahara, Anführer der religiösen Gruppierung Ōmu Shinrikyō und Hauptmittäter bei deren Giftgasanschlag auf die Tokioter U-Bahn, wird verhaftet.
- 1997: Unter der Führung von Laurent-Désiré Kabila gelingt Rebellen der Sturz des zairischen Diktators Mobutu Sese Seko.
- 2003: Fünf islamistisch motivierte Selbstmordanschläge in Casablanca auf jüdische Einrichtungen und Orte westlichen Lebensstils kosten mehr als 40 Menschen das Leben und verletzen über 100 Personen.

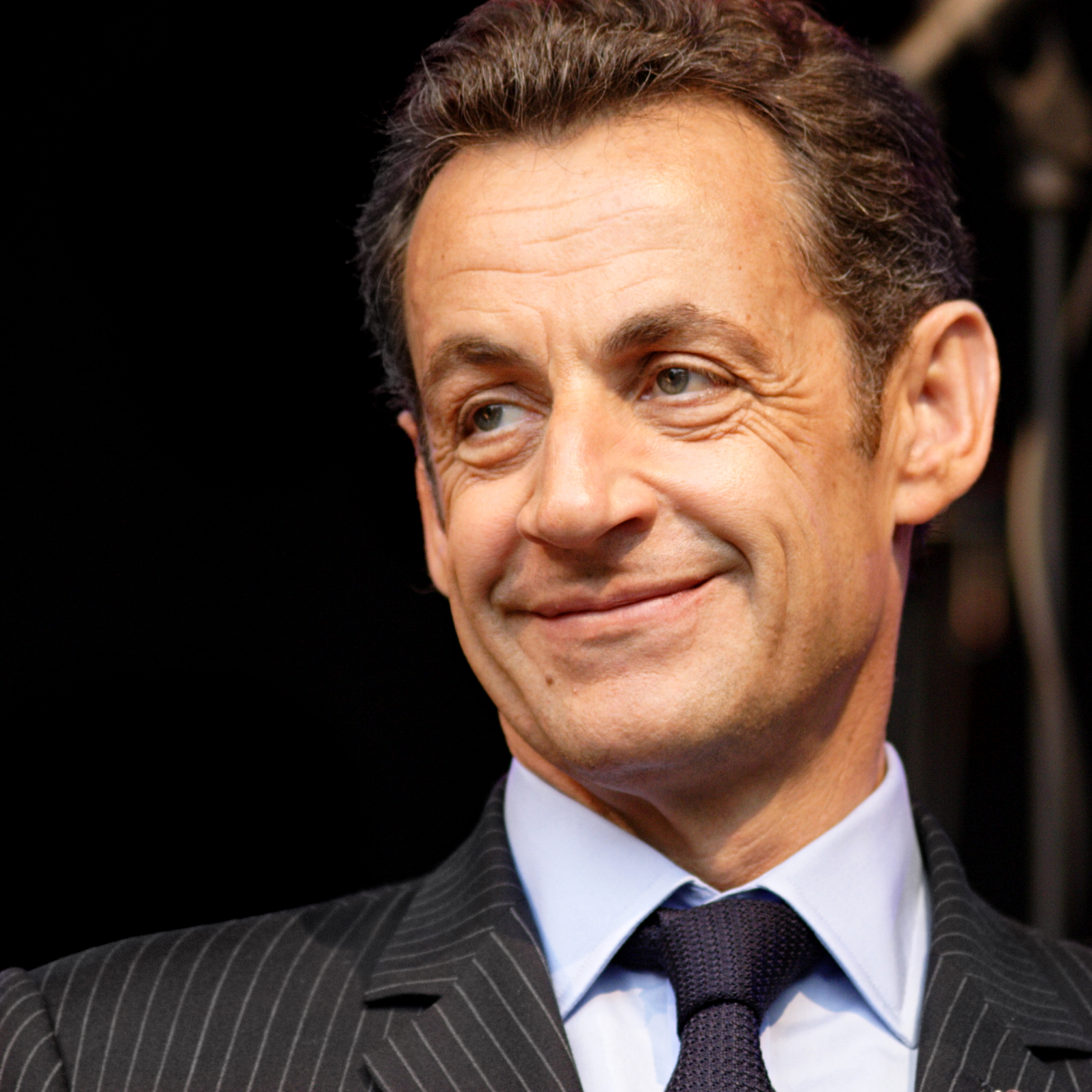
2007: Nicolas Sarkozy

- 2007: In Frankreich löst Nicolas Sarkozy von der Union pour un mouvement populaire (UMP) den seit 1995 amtierenden Jacques Chirac als Staatspräsidenten ab.
- 2009: In Sri Lanka gibt Präsident Mahinda Rajapaksa den Sieg über die Tamil Tigers bekannt. Ihre Anführer werden nach Armeeangaben zwei Tage später bei der Flucht getötet.

### Wirtschaft
- 1946: Die erste Ausgabe der Wirtschaftszeitung Handelsblatt erscheint.

### Wissenschaft und Technik

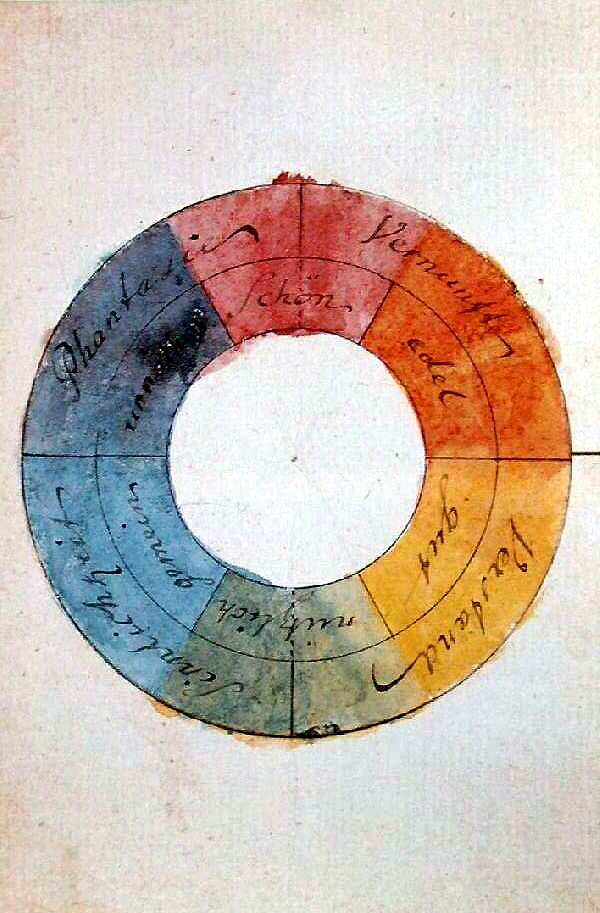
1810: Goethes Farbenkreis

- 1810: Von der Tübinger Cotta’schen Verlagsbuchhandlung werden die beiden Buchbände Zur Farbenlehre von Johann Wolfgang von Goethe publiziert. Darin befindet sich unter anderem sein Aufsatz Beyträge zur Optik.
- 1846: In Berlin wird der Verein der Zöglinge des Königlich Preußischen Gewerbeinstituts gegründet, der spätere Akademische Verein Hütte, Herausgeber ingenieurwissenschaftlicher Bücher.

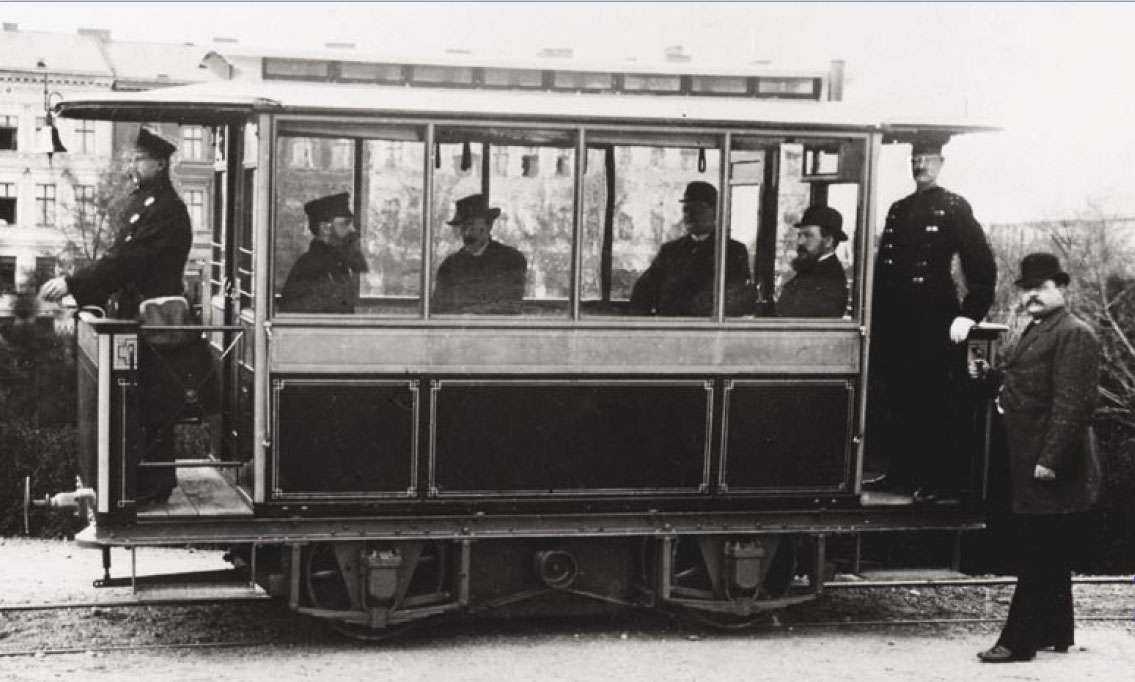
1881: erste elektrische Straßenbahn

- 1881: Siemens & Halske eröffnet in Lichterfelde bei Berlin die erste elektrische Straßenbahn der Welt im Probebetrieb vom Bahnhof Lichterfelde zur Haupt-Kadettenanstalt. Werner von Siemens selbst allerdings bezeichnet die Bahn nicht als Straßen-, sondern als „elektrische Eisenbahn“.
- 1888: Der deutsche Erfinder und Industrielle Emil Berliner stellt den Wissenschaftlern des Franklin Institute in Philadelphia das von ihm erfundene Grammophon und die damit abzuspielende Schallplatte vor.
- 1913: Bei Ausschachtungsarbeiten auf dem Gelände eines Messingwerkes in Finow, einem Stadtteil von Eberswalde, wird der Eberswalder Goldschatz entdeckt. Er gilt als bedeutendster mitteleuropäischer Bronzezeit-Fund und ist der größte vorgeschichtliche Goldfund aus Deutschland.
- 1919: In Jerewan, zu diesem Zeitpunkt Hauptstadt der Demokratischen Republik Armenien, wird die Staatliche Universität Jerewan gegründet.
- 1923: Die erste vollautomatische Telefon-Fernvermittlungsstelle der Welt, die Netzgruppe Weilheim, die zunächst 22 Ortsnetze im Umkreis vom 25 km umfasst, wird in Weilheim in Oberbayern in Betrieb genommen.
- 1933: Auf Anordnung des preußischen Ministerpräsidenten Hermann Göring erhält die Greifswalder Universität den Namenszusatz Ernst-Moritz-Arndt-Universität.
- 1960: Der US-amerikanische Physiker Theodore Maiman stellt den ersten Laser, einen Rubinlaser, fertig.

### Kultur

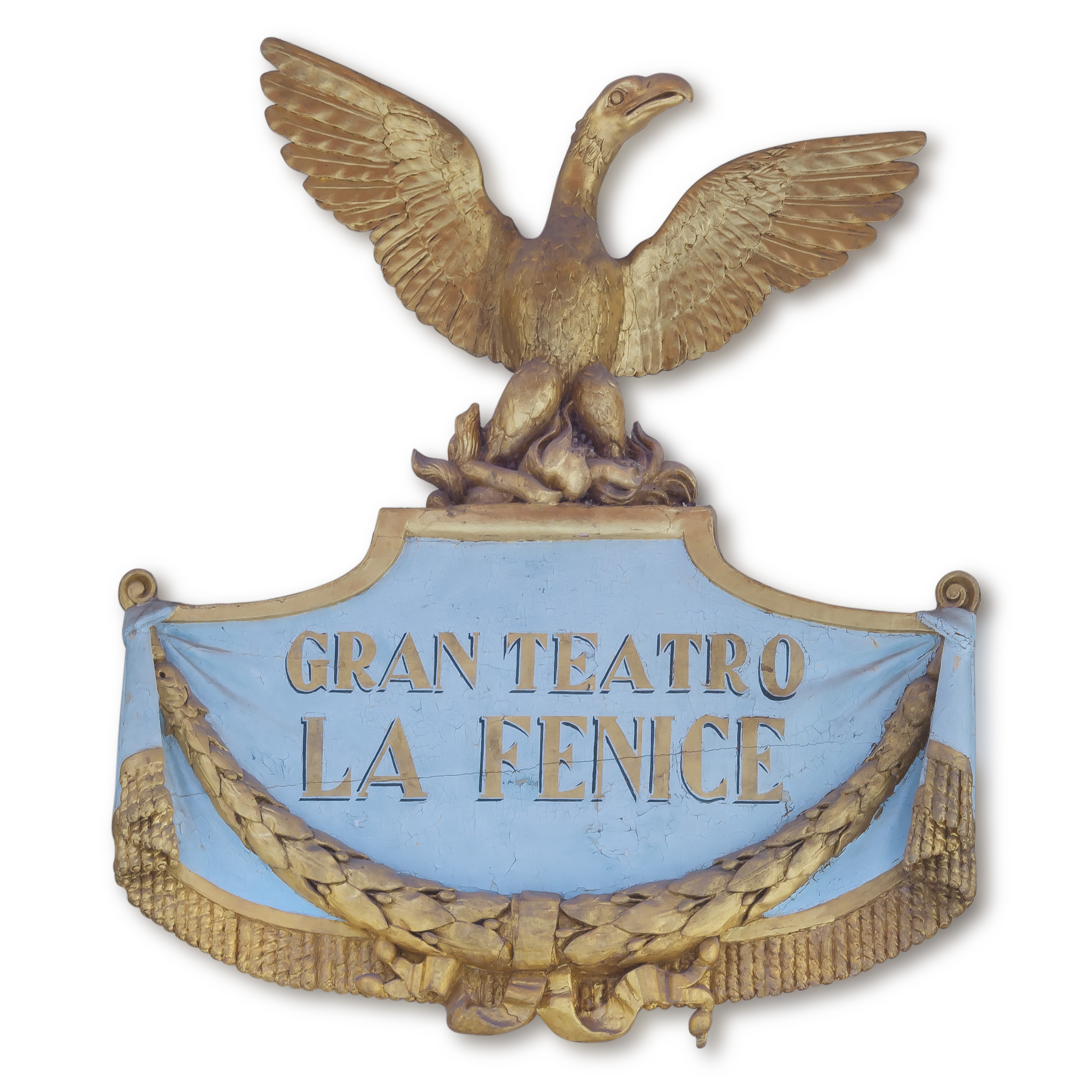
1792: Signet des Theaters

- 1792: In Venedig wird das vom Architekten Gian Antonio Selva erbaute Teatro La Fenice eröffnet. Der Name ist eine Anspielung auf den mythologischen Phönix, da das Theater an Stelle eines 1773 abgebrannten Opernhauses errichtet worden ist.
- 1829: Am Teatro Ducale in Parma findet die Uraufführung der Oper Zaira von Vincenzo Bellini statt.
- 1833: Die komische Oper Ludovic von Fromental Halévy hat ihre Uraufführung an der Pariser Opéra-Comique.

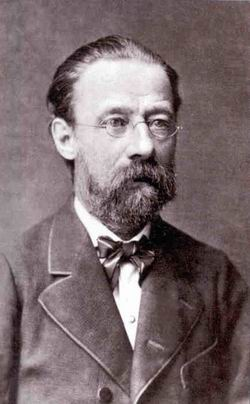
1868: Bedřich Smetana

- 1868: Anlässlich der Grundsteinlegung für das Nationaltheater Prag erfolgt die Uraufführung der Oper Dalibor von Bedřich Smetana mit dem Libretto von Josef Wenzig im Prager Interimstheater.
- 1929: Bei einem geschlossenen Dinner im Blossom Room des Hollywood Roosevelt Hotels werden die ersten 12 Academy Awards der im Vorjahr gegründeten Academy of Motion Picture Arts and Sciences verliehen. Der deutsche Schauspieler Emil Jannings erhält als erster Mann die Auszeichnung als Bester Hauptdarsteller für seine Rollen in den beiden Filmen Sein letzter Befehl und Der Weg allen Fleisches.
- 1946: Die Uraufführung des Musicals Annie Get Your Gun von Irving Berlin über das Leben der Kunstschützin Annie Oakley findet am New Yorker Imperial Theatre statt. Die bekannteste Nummer daraus ist das Lied There’s No Business Like Show Business.
- 1950: Die musikalische Komödie Feuerwerk von Paul Burkhard mit dem Libretto von Erik Charell, Jürg Amstein und Robert Gilbert wird am Staatstheater am Gärtnerplatz in München uraufgeführt.

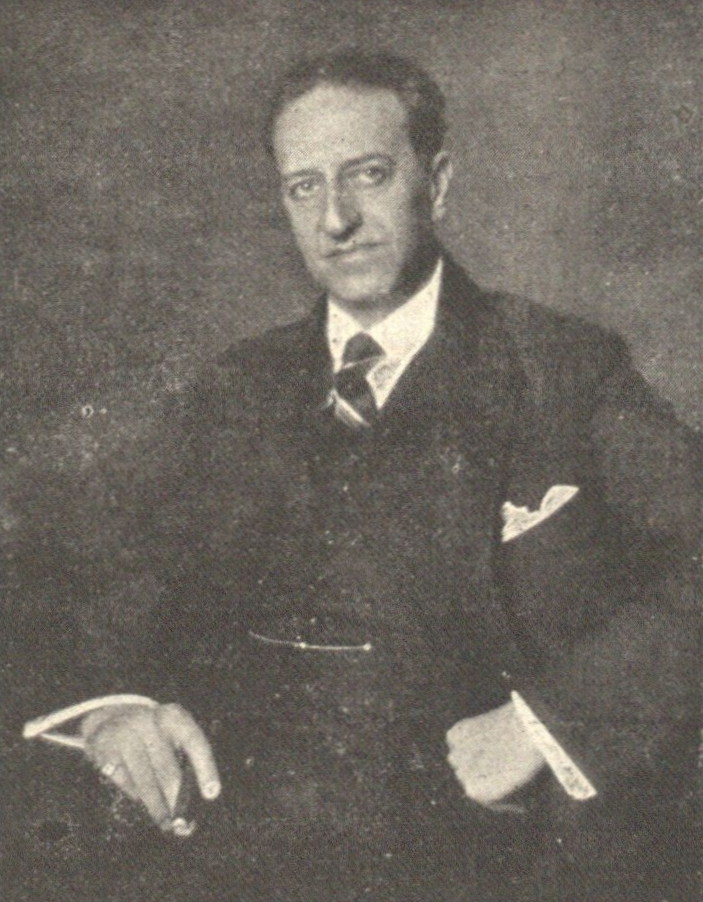
1952: Oscar Straus

- 1952: In München wird die Operette Bozena von Oscar Straus uraufgeführt. Das Libretto stammt von Julius Brammer und Alfred Grünwald.
- 1959: Zu Beginn seiner Laufbahn als Bildhauer übergibt Joseph Beuys das Ehrenmal der Gefallenen des Zweiten Weltkriegs an die auftraggebende Gemeinde Büderich.

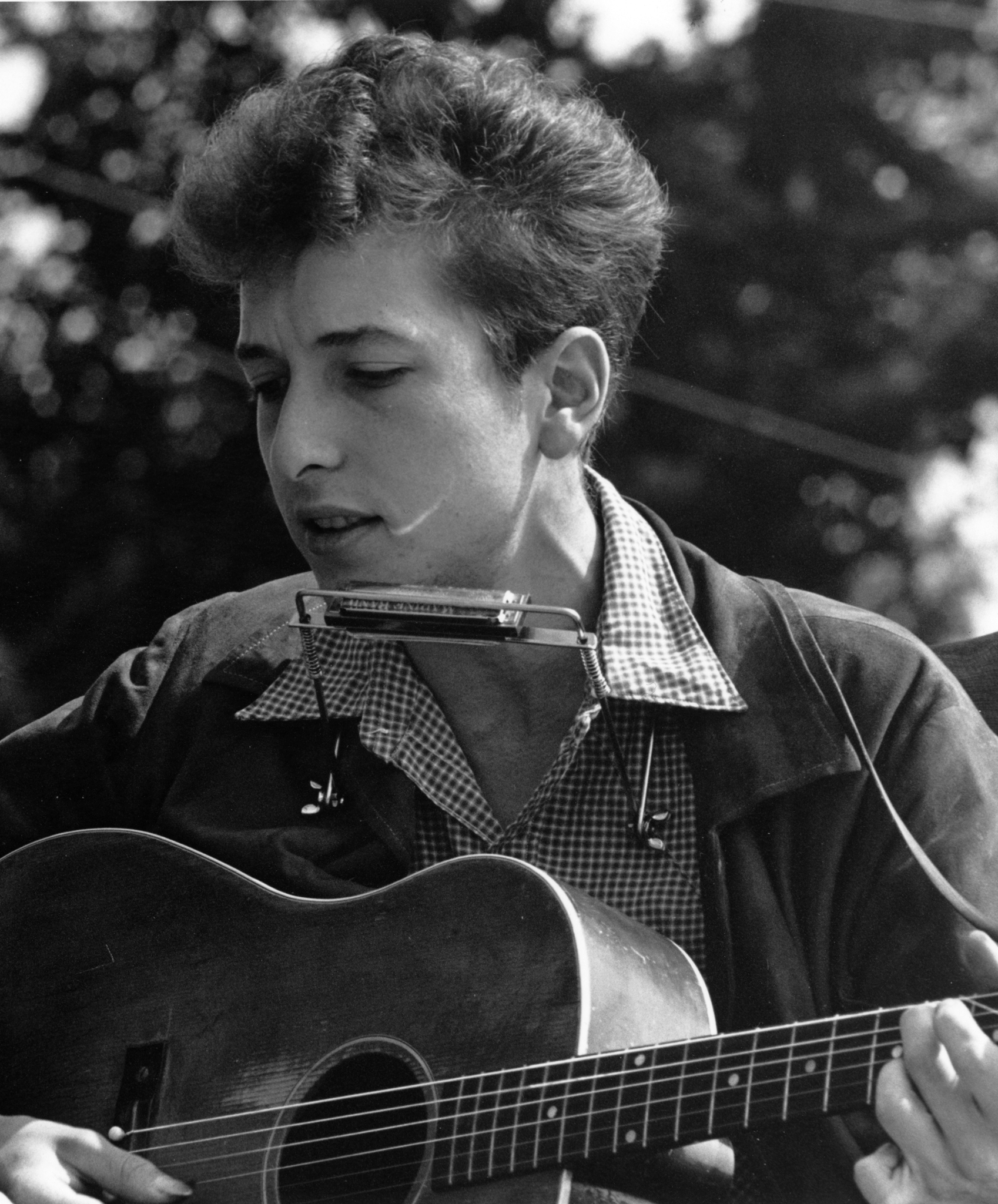
1966: Bob Dylan

- 1966: Bob Dylans Blonde on Blonde, das als erstes Doppelalbum der Rockgeschichte gilt, erscheint.
- 1984: Im Rahmen des dritten Nationalen Spielfilmfestivals der DDR wird der DEFA-Jugendfilm Erscheinen Pflicht von Helmut Dziuba uraufgeführt. Trotz einer lobenden Erwähnung wird der Film wegen seines gesellschaftskritischen Inhalts erst nach der Wende 1990 im DDR-Fernsehen gezeigt.
- 1996: In Berlin findet erstmals der Karneval der Kulturen statt.

### Gesellschaft

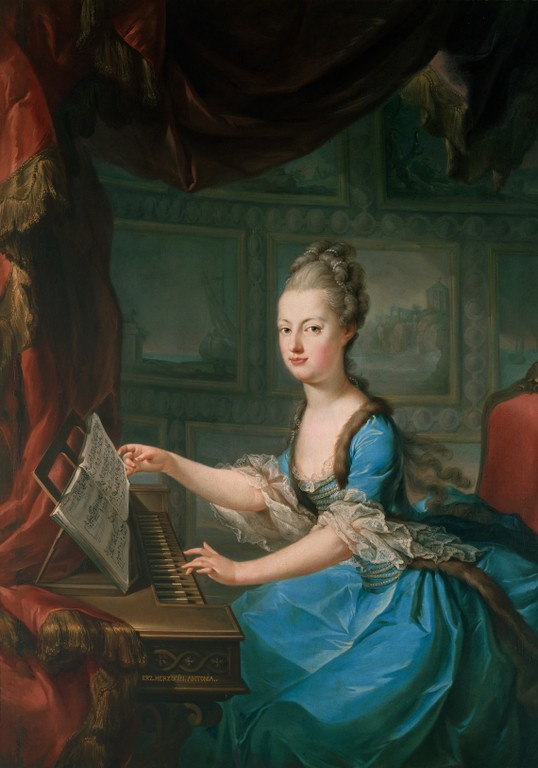
1770: Marie Antoinette

- 1770: Die 14-jährige Marie Antoinette heiratet in Schloss Versailles den 15-jährigen Louis-Auguste, der später König von Frankreich wird.
- 1836: Der US-amerikanische Schriftsteller Edgar Allan Poe heiratet seine 13 Jahre alte Cousine Virginia Clemm.
- 1981: Karlheinz Böhm formuliert in der ZDF-Sendung Wetten, dass..? gegenüber Frank Elstner seine Wette, die zur Gründung der Hilfsorganisation Menschen für Menschen führen wird.

### Religion

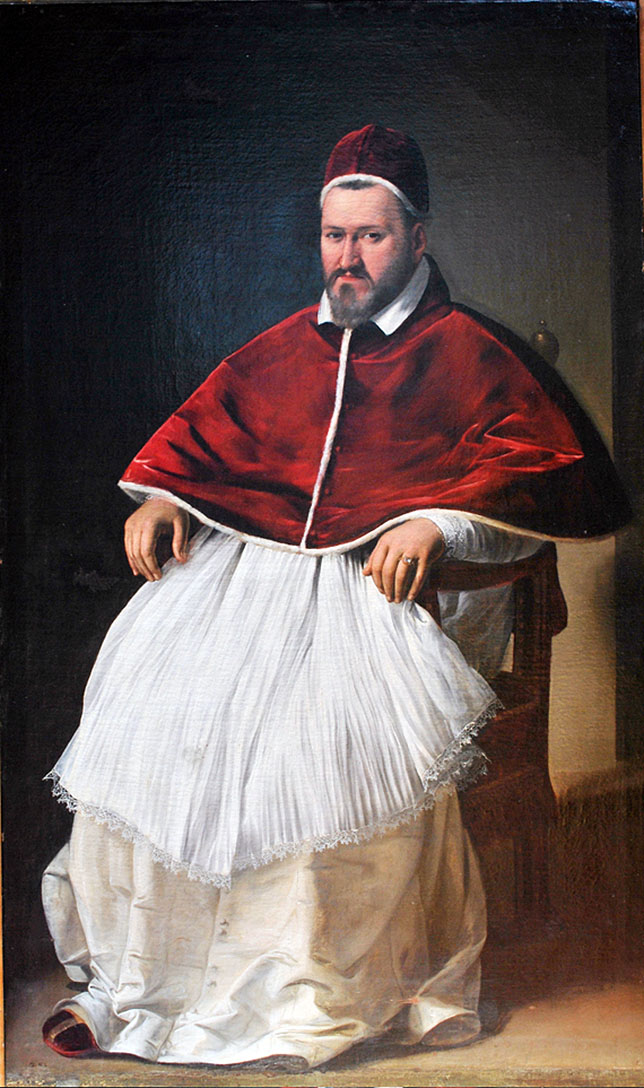
1605: Papst Paul V.

- 1605: Camillo Borghese, jüngstes Mitglied des Kardinalskollegiums, wird als Nachfolger des am 27. April verstorbenen Leo XI. zum Papst gewählt und nimmt den Namen Paul V. an.
- 1920: Jeanne d’Arc wird von Papst Benedikt XV. heiliggesprochen.
- 1995: Das Bundesverfassungsgericht erklärt in seinem Kruzifix-Beschluss Teile der Bayerischen Volksschulordnung für verfassungswidrig, wonach in jedem Klassenzimmer der Volksschulen in Bayern ein Kruzifix oder zumindest ein Kreuz anzubringen sei.

### Katastrophen

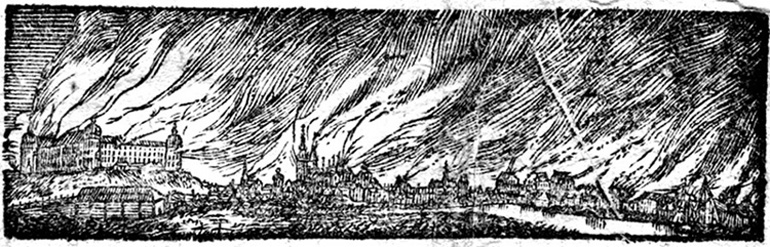
1702: Brand von Uppsala

- 1702: In Uppsala wütet ein Brand, der die Stadt größtenteils zerstört. Schloss, Domkirche und mehrere Universitätsgebäude sind ebenfalls von den Flammen erfasst. Berichte über Opfer gibt es nicht, doch sind der materielle Schaden und der Verlust kultureller Schätze beträchtlich.
- 1932: 54 Passagiere sterben, als vor dem Kap Guardafui im Golf von Aden der französische Luxusdampfer Georges Philippar auf der Rückreise seiner Jungfernfahrt Feuer fängt und ausbrennt. Es handelt sich um das schwerste Unglück der Reederei Messageries Maritimes in Friedenszeiten.

Kleinere Unglücksfälle sind in den Unterartikeln von Katastrophe und in der Liste von Katastrophen aufgeführt.

### Sport
- 1931: Im Wiener Stadion auf der Hohen Warte besiegt die österreichische Fußballnationalmannschaft unter Verbandskapitän Hugo Meisl die bis dahin auf dem europäischen Festland noch unbesiegte schottische Fußballnationalmannschaft mit 5:0. Das gilt als die Geburtsstunde des österreichischen Wunderteams.
- 1937: Die „Breslau-Elf“ der deutschen Fußballnationalmannschaft fügt bei einem Freundschaftsspiel in Breslau der dänischen Mannschaft mit 8:0 die bisher höchste Niederlage zu.

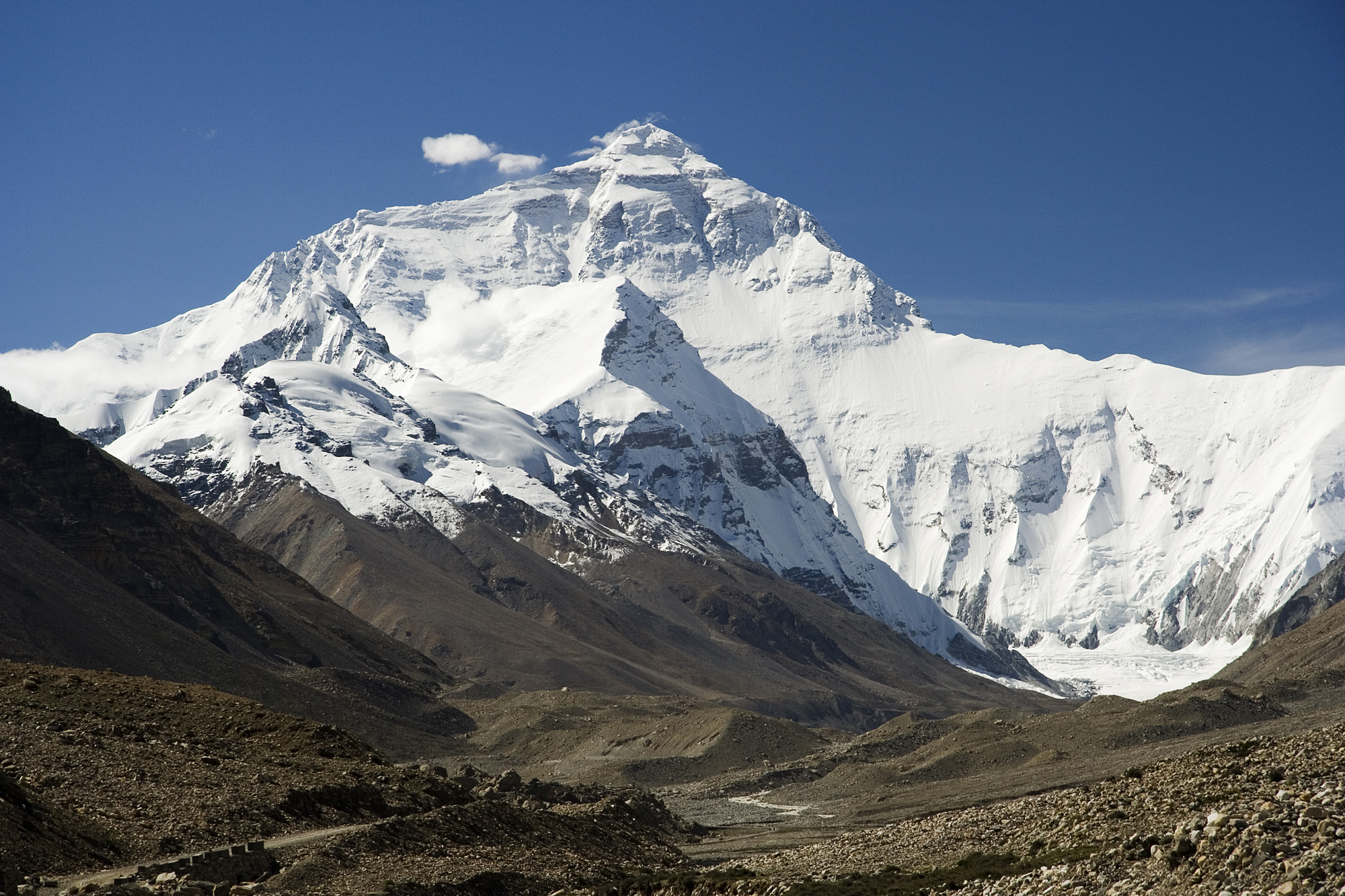
1975: Mount Everest

- 1975: Die japanische Bergsteigerin Junko Tabei erreicht als erste Frau den Gipfel des Mount Everest.
- 1998: Neuseeland gewinnt das Finale der Frauen-Rugby-Union-Weltmeisterschaft in Amsterdam 44:12 gegen die Vereinigten Staaten.
- 2010: England gewinnt die dritte World Twenty20 in den West Indies, indem es im Finale Australien mit 7 Wickets besiegt.

Einträge von Leichtathletik-Weltrekorden befinden sich unter der jeweiligen Disziplin unter Leichtathletik.

## Geboren

### Vor dem 18. Jahrhundert
- 1472: Juan Pardo de Tavera, Erzbischof von Toledo und spanischer Großinquisitor
- 1511: Andreas Hyperius, deutscher Theologe und Reformator
- 1516: Guglielmo Gratorolo, italienischer Alchimist und Arzt
- 1540: Paschalis Baylon, Laienbruder im Franziskanerorden und Heiliger

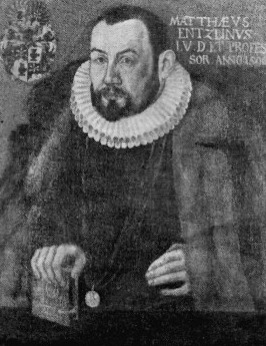
Matthäus Enzlin (* 1556)

- 1556: Matthäus Enzlin, deutscher Jurist
- 1559: Dominicus a Jesu Maria, spanischer Karmelit
- 1595: Georg Friedrich II., Graf zu Hohenlohe-Waldenburg-Schillingsfürst
- 1609: Ferdinand von Spanien, Kardinal und Feldherr
- 1618: Frans Hals der Jüngere, holländischer Maler
- 1627: Willem van Aelst, holländischer Stilllebenmaler
- 1627: Rudolf August, Herzog von Braunschweig und Lüneburg, Fürst von Braunschweig-Wolfenbüttel
- 1639: Pietro degli Antonii, italienischer Komponist und Kapellmeister
- 1656: Gustav Gabriel Appelmann, schwedischer Artillerieoffizier
- 1659: Campegius Vitringa der Ältere, niederländischer reformierter Theologe
- 1678: Andreas Silbermann, deutscher Orgelbauer
- 1680: Christoph Andreas Johann Szembek, Fürstbischof von Ermland und Samland
- 1681: Juan Francisco de Güemes y Horcasitas, spanischer Offizier, Kolonialverwalter, Gouverneur von Kuba und Vizekönig von Neuspanien
- 1694: Johann Michael Zink, deutscher Maler und Musiker
- 1696: Franziska Christine von Pfalz-Sulzbach, Fürstäbtissin des Stiftes Essen

### 18. Jahrhundert
- 1704: Johann Joachim Gottlob am Ende, deutscher Theologe und Lehrer

Maria Gaetana Agnesi (* 1718)

- 1718: Maria Gaetana Agnesi, italienische Mathematikerin und Philanthropin
- 1721: Johann Emanuel Schweinefleisch, deutscher Orgelbauer
- 1723: Karl Ludwig, Fürst von Anhalt-Bernburg-Schaumburg-Hoym und niederländischer General
- 1736: Rupert von Neuenstein, Fürstabt von Kempten
- 1749: Nikolai Abramowitsch Putjatin, russischer Fürst und Philosoph
- 1761: Heinrich LI., Graf Reuß zu Ebersdorf
- 1763: Louis-Nicolas Vauquelin, französischer Apotheker und Chemiker
- 1770: Carl Friedrich Ernst Aschenborn, preußischer Jurist
- 1774: Johann Baptist von Keller, deutscher Bischof
- 1776: Luigi Lambruschini, italienischer Kardinal und Staatssekretär Papst Gregors XVI.
- 1779: Daniel Kraft, deutscher Landwirt, Bürgermeister und Politiker
- 1782: John Sell Cotman, britischer Maler
- 1785: Johann Nepomuk von Ringseis, Arzt und Professor in München
- 1788: Friedrich Rückert, deutscher Dichter, Übersetzer und Orientalist
- 1789: Michael Creizenach, deutsch-jüdischer Pädagoge und Theologe
- 1789: Johann Nepomuk Schelble, deutscher Dirigent, Sänger und Pädagoge
- 1790: Juan Lindo, Präsident von El Salvador und Honduras
- 1797: August Wissowa, deutscher Altphilologe und Pädagoge

### 19. Jahrhundert

#### 1801–1850

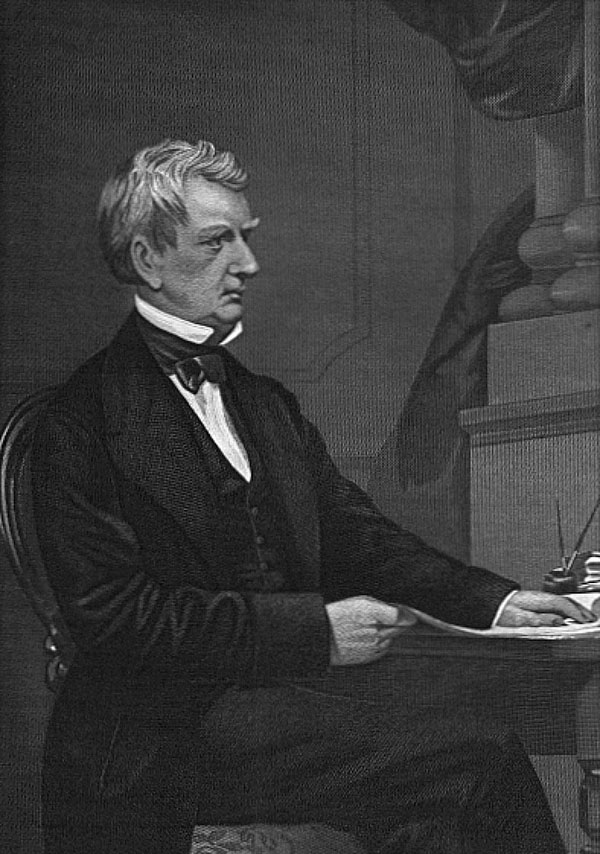
William H. Seward (* 1801)

- 1801: William H. Seward, US-amerikanischer Politiker und Außenminister
- 1802: Friedrich von Jagow, deutscher Gutsbesitzer, Landrat und Deichhauptmann
- 1802: Gaetano Nava, italienischer Musikpädagoge und Komponist
- 1803: Napoléon Lucien Murat, französischer Politiker
- 1804ː Elizabeth P. Peabody, US-amerikanische Schriftstellerin und Pädagogin
- 1805: Alexander Burnes, britischer Reisender und Entdecker
- 1806: George Cadwalader, US-amerikanischer General
- 1806: Johann Nepomuk Uschold, deutscher Philosoph, Lehrer und Autor
- 1807: Adolf von der Decken, deutscher Majoratsherr, Legationsrat, Kammerrat und Mitglied des Staatsrates
- 1808: Karl Eduard von Liphart, livländischer Baron, Mediziner, Naturwissenschaftler, Kunsthistoriker und -sammler
- 1810: Bartholome Bänziger, Schweizer Fabrikant
- 1819ː Emily Petty-Fitzmaurice, 8. Lady Nairne, britische Peeress
- 1819: Anthonie Ernst Reuther, niederländischer Offizier, Generalmajor und Politiker
- 1820: Bernhard Fries, deutscher Landschaftsmaler
- 1821: Pafnuti Lwowitsch Tschebyschow, russischer Mathematiker
- 1822: Karl Alexander von Burchtorff, fränkischer Politiker
- 1823: Heymann Steinthal, deutscher Philologe und Philosoph
- 1824: Levi P. Morton, US-amerikanischer Politiker
- 1824: Edmund Kirby Smith, General der Konföderierten

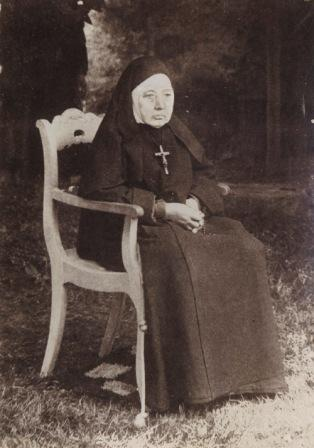
Maria Angela Truszkowska (* 1825)

- 1825: Maria Angela Truszkowska, polnische Ordensschwester und Ordensgründerin
- 1827: Norman Jay Colman, US-amerikanischer Politiker
- 1827: Pierre Cuypers, holländischer Architekt
- 1830: Kaspar Baumann-Zürrer, Schweizer Kaufmann und Politiker

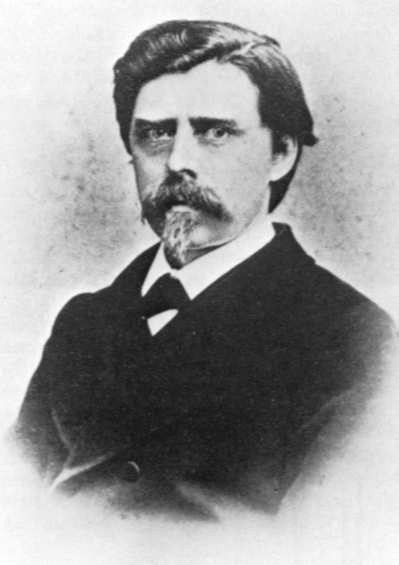
David Edward Hughes (* 1831)

- 1831: David Edward Hughes, britisch-US-amerikanischer Konstrukteur und Erfinder
- 1831: Daniel Manning, US-amerikanischer Politiker
- 1833: Bertha Froriep, deutsche Malerin
- 1834: Hobart B. Bigelow, US-amerikanischer Politiker
- 1834: Maria Theresia de Soubiran, französische Ordensgründerin
- 1837: Walter Kyllmann, deutscher Architekt
- 1841: Hermann Joseph Schmitz, Weihbischof in Köln
- 1844: Hermann Boddin, deutscher Lokalpolitiker und Bürgermeister
- 1846: Ottomar Anschütz, deutscher Fotograf, Pionier der Fototechnik
- 1849: Victor Bruce, 9. Earl of Elgin, britischer Politiker
- 1850: Ida Baccini, italienische Schriftstellerin und Journalistin
- 1850: Robert von Dobschütz, preußischer Generalmajor
- 1850: Otto Kirberg, deutscher Maler
- 1850: Johann von Mikulicz, deutscher Chirurg und Begründer der Gastroskopie

#### 1851–1900

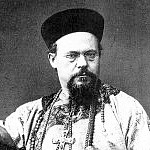
Johann Baptist von Anzer (* 1851)

- 1851: Johann Baptist von Anzer, Bischof der deutschen Chinamission in Shandong
- 1852: Eduard Zacharias, deutscher Botaniker
- 1855: Leopold von Auersperg, österreichischer Politiker
- 1855: Victor Augagneur, französischer Arzt und Politiker
- 1857: Juan Morel Campos, puerto-ricanischer Komponist
- 1857: Hermann Wette, deutscher Arzt und Schriftsteller

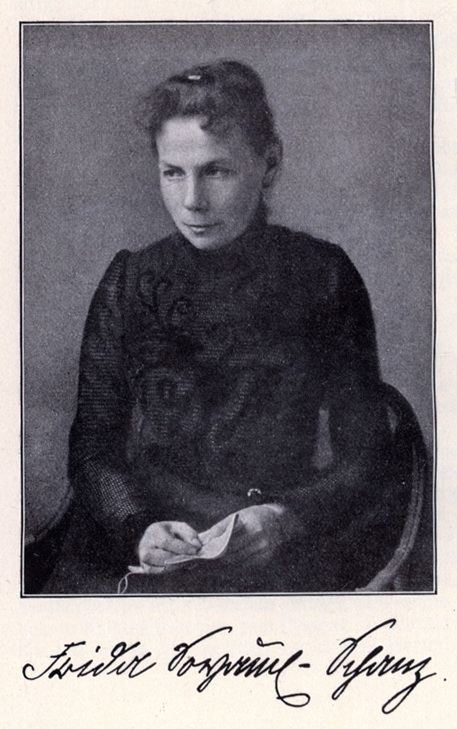
Frida Soyaux-Schanz (* 1859)

- 1859: Frida Schanz, deutsche Jugendbuchautorin, Herausgeberin und Lehrerin
- 1860: Ossian Aschan, finnischer Chemiker
- 1860: Georges Marty, französischer Komponist und Dirigent
- 1861: Irving Wightman Colburn, US-amerikanischer Erfinder und Fabrikant

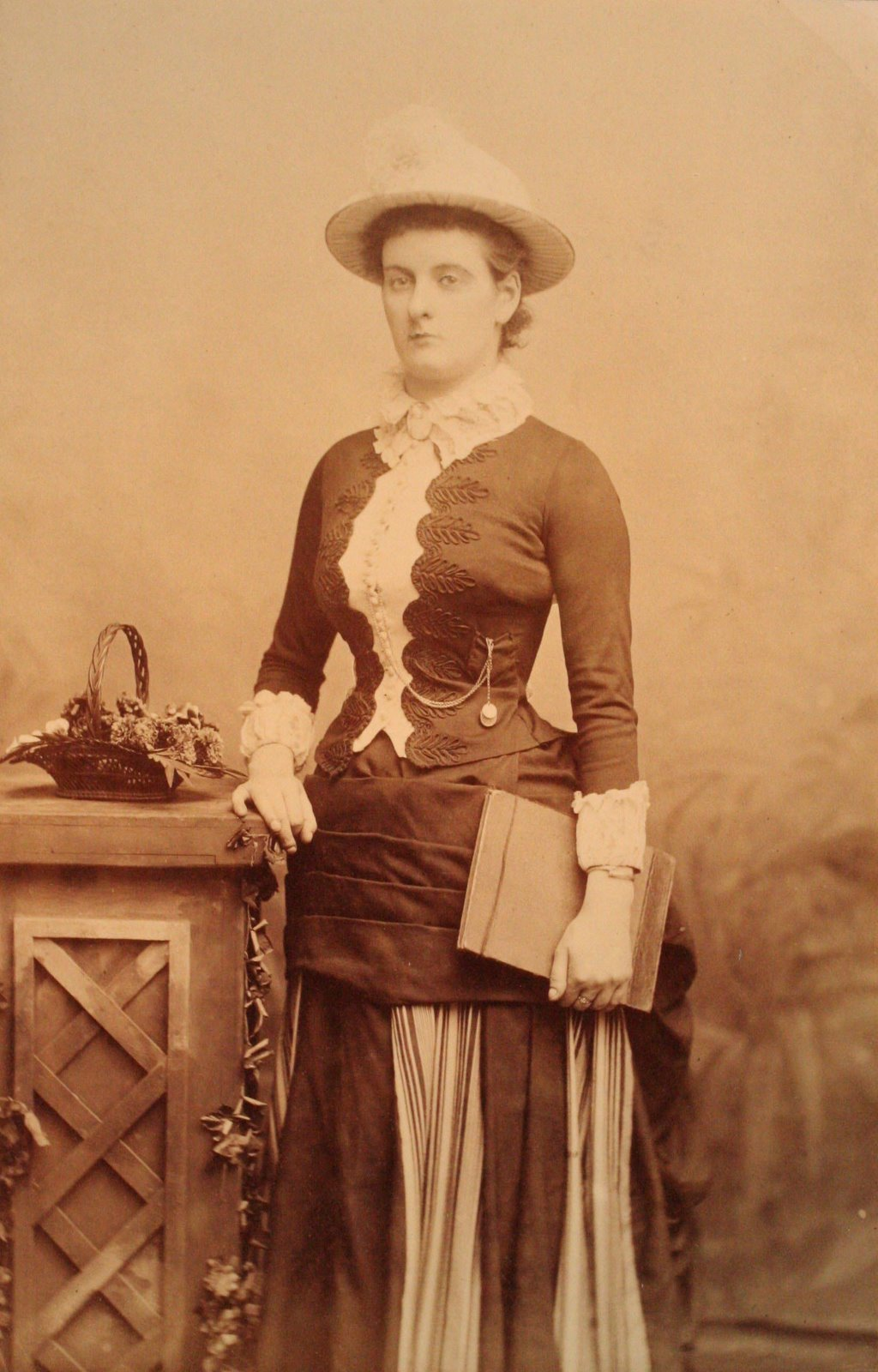
Margaret Fountaine (* 1862)

- 1862: Margaret Fountaine, britische Schmetterlingsforscherin

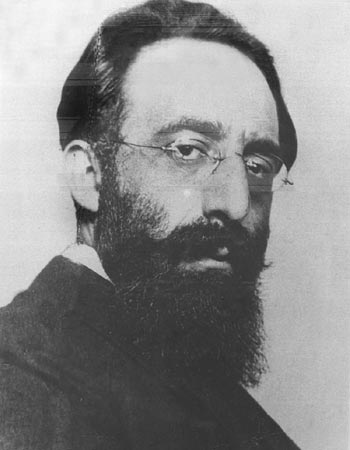
Nathan Birnbaum (* 1864)

- 1864: Nathan Birnbaum, österreichischer Philosoph
- 1864: Nicanor González Méndez, chilenischer Maler
- 1867: Jeanne Berta Semmig, deutsche Schriftstellerin und Dichterin
- 1870: Karel Kašpar, Erzbischof von Prag und Kardinal
- 1870: Antonín Slavíček, tschechischer Maler
- 1872: Leokadia Kaschperowa, russische Pianistin, Komponistin und Musikpädagogin
- 1872: Belinda Mulrooney, US-amerikanische Unternehmerin
- 1872: Bernhard Pankok, deutscher Architekt und Designer
- 1875: Vincas Bacevičius, litauischer Musikpädagoge, Pianist, Dirigent und Komponist
- 1877: Karl Purrmann, deutscher Maler
- 1878: Eduard Biermann, deutscher Nationalökonom
- 1881: Hans Tichi, deutscher Vertriebenenpolitiker
- 1882: Simeon Price, US-amerikanischer Golfer
- 1883: Celâl Bayar, türkischer Politiker und Staatspräsident
- 1884: Piotr Rytel, polnischer Komponist, Musikpädagoge und -kritiker

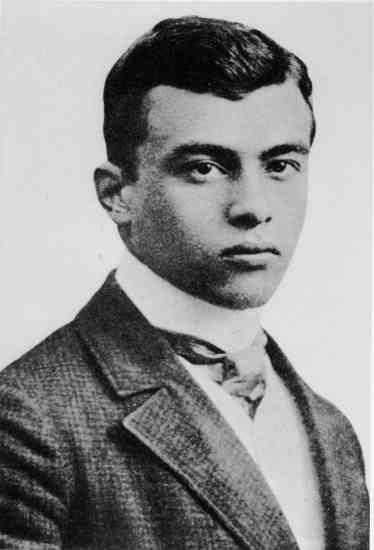
Jakob van Hoddis (* 1887)

- 1887: Jakob van Hoddis, deutscher Dichter des Expressionismus
- 1887: Fritz Müller, deutscher Reformpädagoge
- 1891: Richard Tauber, österreichischer Tenor
- 1892: Manton S. Eddy, US-amerikanischer Generalleutnant
- 1892: Dietrich von Saucken, deutscher General
- 1893: Paul Amadeus Pisk, österreichischer Musikwissenschaftler und Komponist
- 1894: Eigil Kragh Christiansen, norwegischer Segler
- 1894: Hermann Muhs, deutscher Jurist und Politiker, Staatssekretär und Minister für Kirchenfragen
- 1894: Joan Salvat-Papasseit, katalanischer Dichter und Autor
- 1895: Emanuel Kaláb, tschechischer Militärkapellmeister, Dirigent und Komponist
- 1896: Freda Wuesthoff, deutsche Physikerin, Anwältin und Pazifistin
- 1897: Hans Jürgen von Arnswaldt, deutscher Forstwirt
- 1897: Walther Geiser, Schweizer Komponist und Musikpädagoge
- 1898: Tamara de Lempicka, polnische Malerin
- 1900: Anna Caspari, deutsche im Holocaust ermordete Kunsthändlerin
- 1900: Dinah Nelken, deutsche Schriftstellerin und Drehbuchautorin

### 20. Jahrhundert

#### 1901–1925
- 1901: Anne Banaschewski, deutsche Reformpädagogin
- 1901: Birch Monroe, US-amerikanischer Country-Musiker
- 1901: Konrad Wachsmann, deutscher Architekt und Ingenieur
- 1902: Guy Bouriat, französischer Automobilrennfahrer
- 1902: Jan Kiepura, polnischer Tenor
- 1902: Wladimir Lindenberg, russisch-deutscher Arzt
- 1903: Thomas Abernethy, US-amerikanischer Politiker
- 1904: Placida Laubhardt, deutsche Nonne und Widerstandskämpferin
- 1904: François Marty, Kardinal der römisch-katholischen Kirche
- 1904: Horst Strempel, deutscher Grafiker und Maler

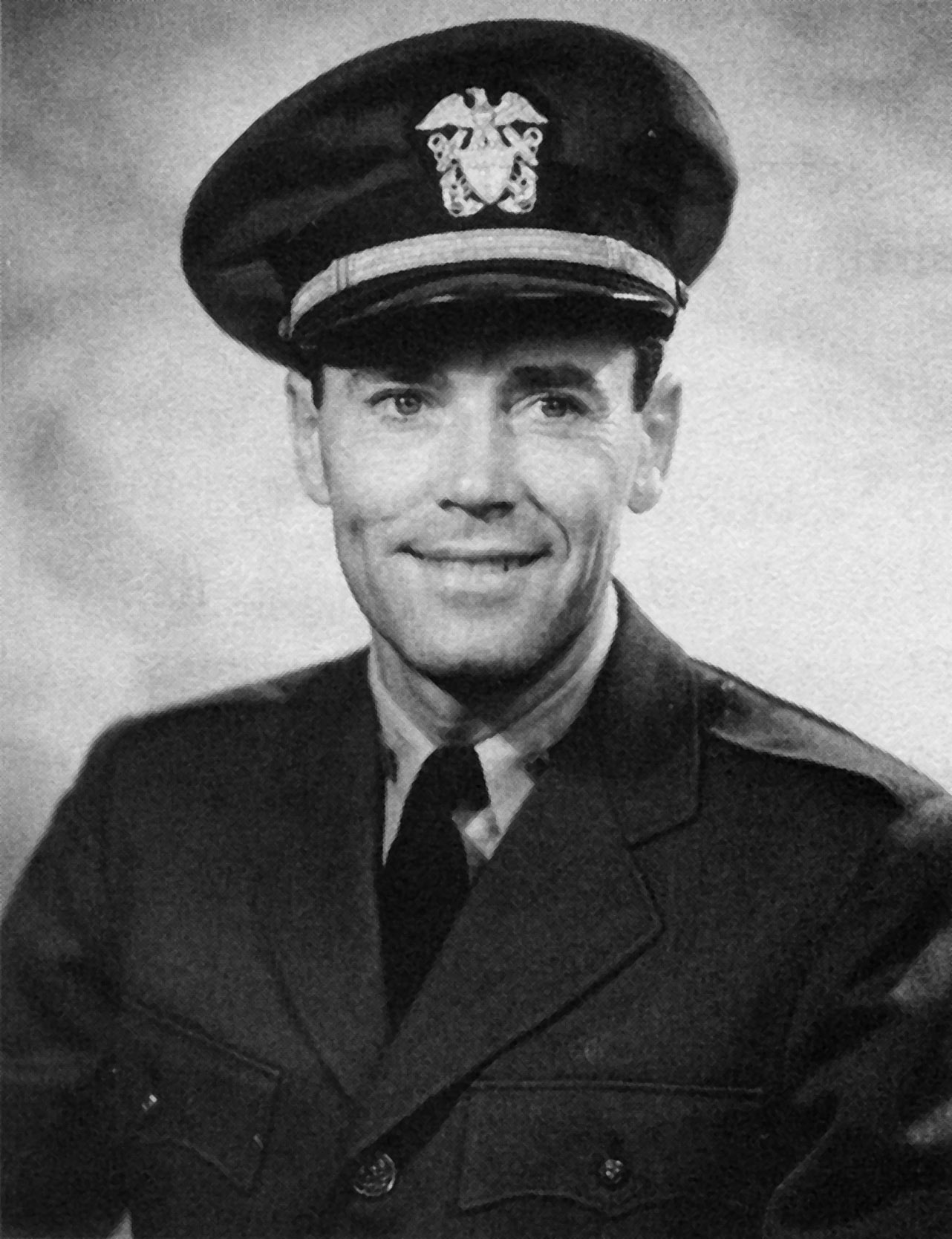
Henry Fonda (* 1905)

- 1905: Henry Fonda, US-amerikanischer Schauspieler
- 1905: Lothar Irle, deutscher Heimatforscher und Schriftsteller
- 1906: Arturo Uslar Pietri, venezolanischer Schriftsteller und Diplomat
- 1907: Hans Dichgans, deutscher Politiker, MdB
- 1908: Anne Bonnet, belgische Malerin
- 1909: Jan Eilers, deutscher Politiker
- 1909: František Kožík, tschechischer Schriftsteller
- 1909: Raúl Rettig, chilenischer Politiker
- 1909: Margaret Sullavan, US-amerikanische Schauspielerin
- 1909: Luigi Villoresi, italienischer Formel-1-Rennfahrer
- 1910: Ernst van Aaken, deutscher Sportmediziner und -trainer
- 1910: Nikolai Grigorjewitsch Ljaschtschenko, sowjetischer Armeegeneral
- 1911: Walter Hollitscher, österreichischer Philosoph, Psychoanalytiker und Marxist
- 1912: Pjotr Andrejewitsch Abrassimow, sowjetischer Botschafter
- 1912: Alfred Aston, französischer Fußballspieler
- 1912: Studs Terkel, US-amerikanischer Schriftsteller und Radiomoderator
- 1913: Gheorghe Apostol, rumänischer Politiker und Diplomat
- 1913: Sebastiano Baggio, Kardinal der römisch-katholischen Kirche

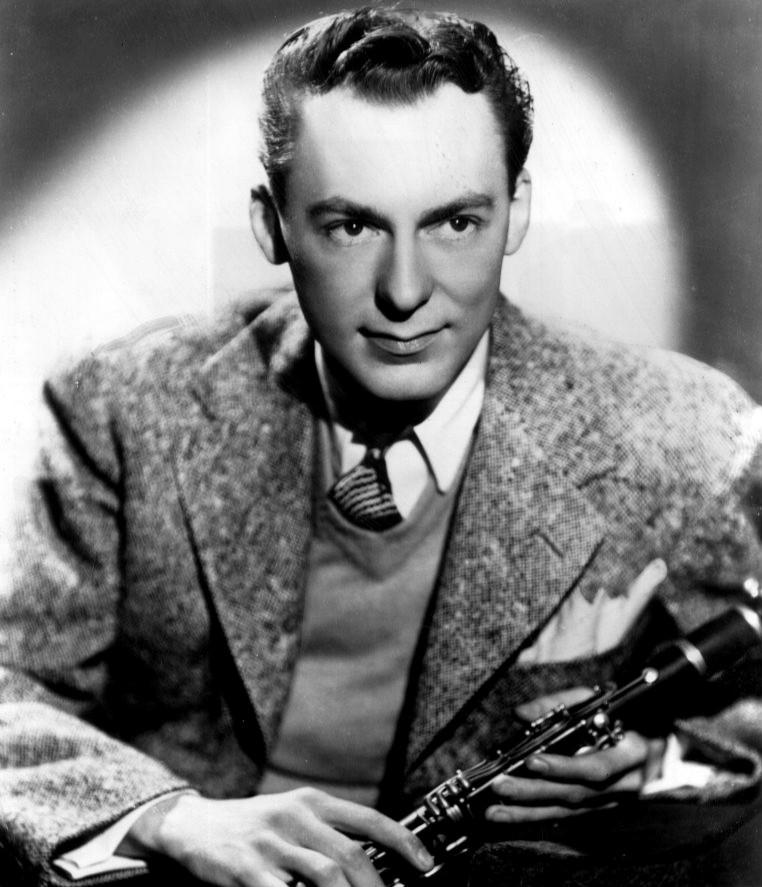
Woody Herman (* 1913)

- 1913: Woody Herman, US-amerikanischer Jazzklarinettist und Bandleader
- 1913: Edith Kraus, israelische Pianistin
- 1913ː Rose Peltesohn, israelische Mathematikerin
- 1915: Erwin Iserloh, katholischer Kirchenhistoriker
- 1915: Mario Monicelli, italienischer Regisseur
- 1915: Ezra Stoller, US-amerikanischer Architekturfotograf
- 1917: George Gaynes, US-amerikanischer Schauspieler
- 1917: Juan Rulfo, mexikanischer Schriftsteller
- 1918: George Leonard Wallace, australischer Schauspieler und Komiker
- 1919: Frank Callaway, neuseeländischer Musiker, Musikpädagoge und Musikadministrator
- 1919: Liberace, US-amerikanischer Entertainer
- 1919: Albert Osswald, deutscher Politiker, Ministerpräsident von Hessen
- 1919: Gisela Uhlen, deutsche Schauspielerin
- 1920: Valda Aveling, australische Cembalistin und Pianistin
- 1920: Martine Carol, französische Schauspielerin
- 1920: Jacques François, französischer Theater- und Film-Schauspieler
- 1921: Dominique Barthélemy, französischer Dominikaner und Bibelwissenschaftler
- 1921: Winnie Markus, deutsche Filmschauspielerin
- 1922: Nancy Mackay, kanadische Sprinterin

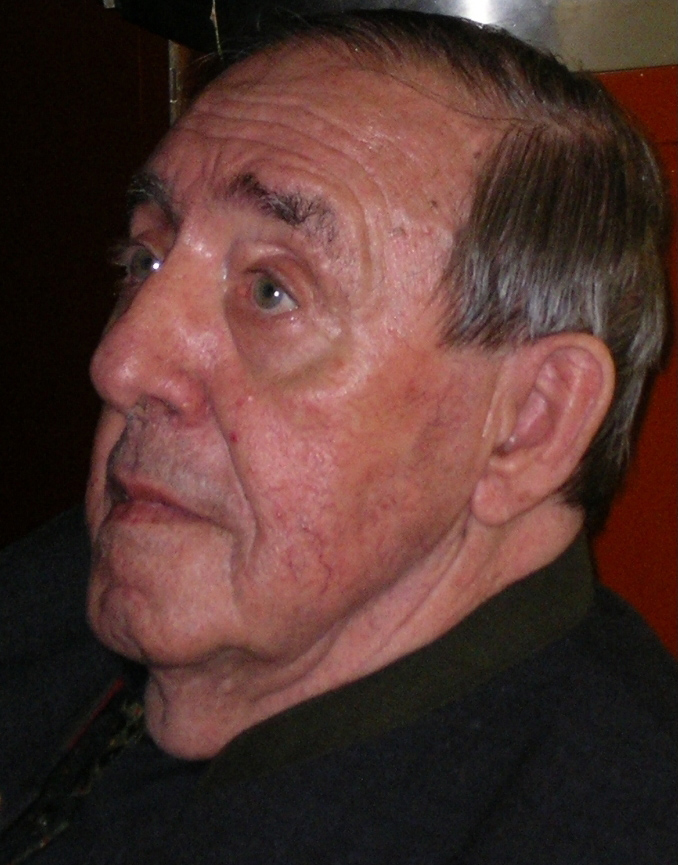
Otmar Suitner (* 1922)

- 1922: Otmar Suitner, österreichischer Dirigent
- 1923: Albert Bühlmann, Schweizer Mediziner
- 1923: Erwin Leiser, deutscher Schriftsteller und Publizist
- 1923: Merton H. Miller, US-amerikanischer Ökonom, Nobelpreisträger
- 1923: Jeanine Salagoïty, französische Leichtathletin und Triathletin
- 1924: Dawda Jawara, gambischer Staatspräsident
- 1925: Bobbejaan, belgischer Sänger und Entertainer
- 1925: Hannes Hegen, deutscher Grafiker und Comiczeichner
- 1925: Ginette Keller, französische Komponistin
- 1925: Nílton Santos, brasilianischer Fußballspieler

#### 1926–1950
- 1926: Franz Konz, deutscher Fachbuchautor
- 1926: Robert Lifton, US-amerikanischer Psychiater und Autor
- 1926: Gerhard Prause, deutscher Literaturwissenschaftler und Historiker
- 1926: Alina Szapocznikow, polnische Bildhauerin
- 1926: Ján Zimmer, slowakischer Komponist und Pianist
- 1927: Paul Angerer, österreichischer Dirigent und Komponist
- 1927: Pavlina Apostolova, jugoslawische Opernsängerin
- 1927: Hans-Joachim Bormeister, deutscher Forstmann
- 1927: Yvette Monginou, französische Leichtathletin

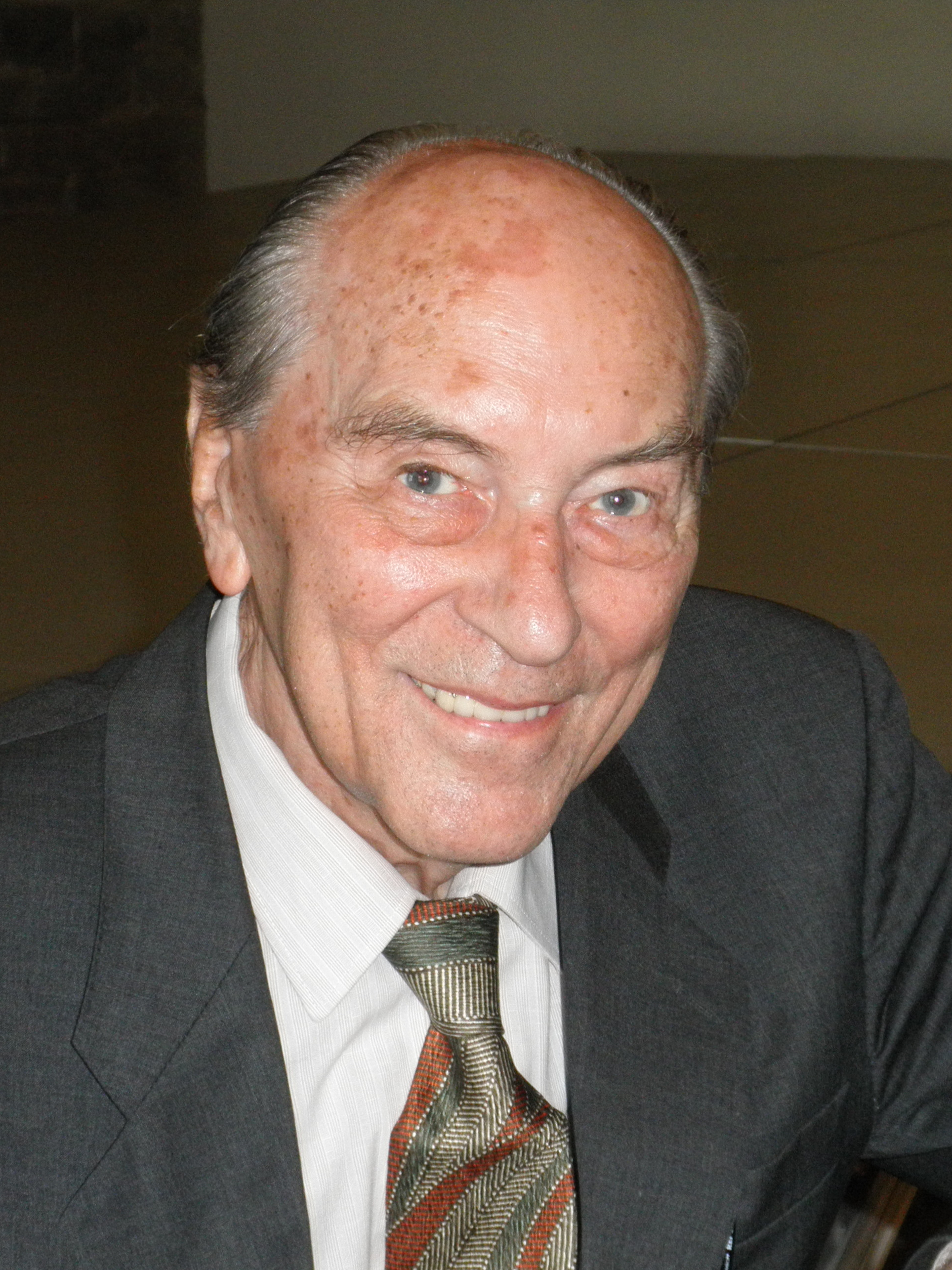
Ludvik Armbruster (* 1928)

- 1928: Ludvík Armbruster, österreichisch-tschechischer Jesuit und Philosoph, Dekan und Professor in Japan
- 1928: Billy Martin, US-amerikanischer Baseballspieler
- 1928: Hiroshi Nakajima japanischer Mediziner
- 1928: Ludwig Pflum, deutscher Fußballspieler
- 1928: Günter Ferdinand Ris, deutscher Bildhauer
- 1928: Hermann Schmitz, deutscher Philosoph
- 1928: Zlata Tcaci, moldauische Komponistin und Hochschullehrerin
- 1929: Betty Carter, US-amerikanische Jazzsängerin
- 1929: Friedrich Nowottny, deutscher Fernsehjournalist
- 1929: Adrienne Rich, US-amerikanische Feministin und Dichterin, Dozentin und Autorin
- 1929: Kanwar Natwar Singh, indischer Politiker
- 1930: Karl Heinz Beckurts, deutscher Physiker und Manager
- 1930: Horst Ebenhöh, österreichischer Komponist
- 1930: Friedrich Gulda, österreichischer Pianist und Dirigent
- 1931: Hana Brady, tschechoslowakisches jüdisches Opfer des NS-Regimes, Buchvorlage
- 1931: Donald Martino, US-amerikanischer Komponist
- 1931: Wolfango Montanari, italienischer Leichtathlet
- 1931: Thomas Ungar, österreichischer Dirigent und Musikpädagoge
- 1934: Georg Aigner, deutscher Ingenieur und Politiker, MdL
- 1934: Jozef Boey, belgischer Schachspieler
- 1934: Billy Sanders, britischer Sänger
- 1934: Ilse Seemann, deutsche Schauspielerin, Hörspielsprecherin, Hörfunkmoderatorin und Autorin

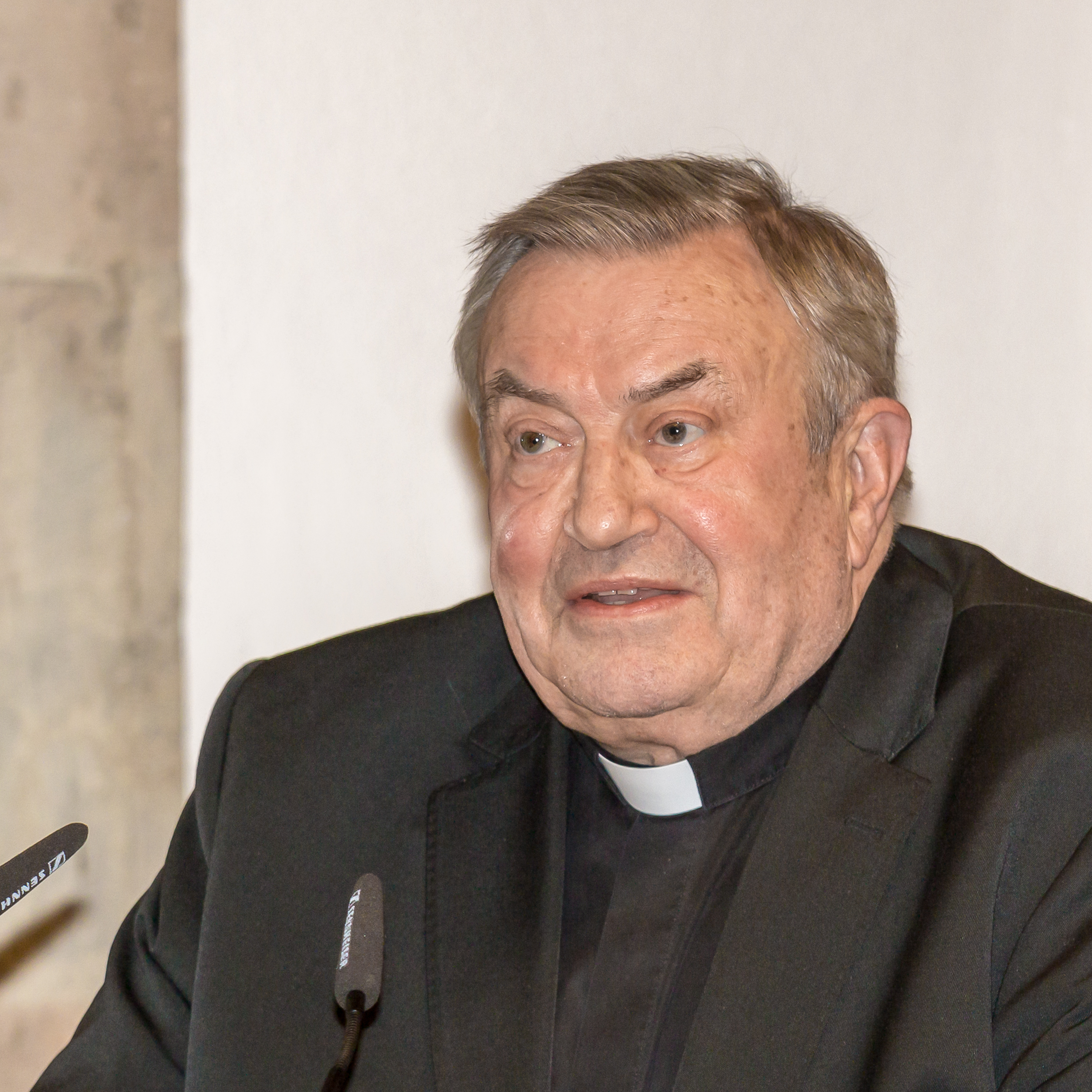
Karl Lehmann (* 1936)

- 1936: Karl Lehmann, römisch-katholischer Theologe, Bischof von Mainz und Kardinal
- 1936: Manfred Stolpe, deutscher Kirchenjurist und Politiker, MdL, Ministerpräsident von Brandenburg, Bundesminister
- 1937: Thomas Gifford, US-amerikanischer Schriftsteller
- 1937: Antonio Rattín, argentinischer Fußballspieler
- 1938: Monique Laederach, Schweizer Schriftstellerin und Literaturkritikerin
- 1938: Boris Melnikow, sowjetischer Fechter
- 1938: Albrecht Müller, deutscher Volkswirt, Publizist und Politiker, MdB
- 1938: Ivan Sutherland, US-amerikanischer Pionier der Computergrafik
- 1939: Eberhard Rohrscheidt, deutscher Fernseh- und Radiomoderator
- 1939: Wilhelm Romatzeck, deutscher Brigadegeneral
- 1940: Robert Corbett, britischer Offizier
- 1940: Ole Ernst, dänischer Schauspieler
- 1941: Hans-Peter Reinecke, deutscher Schauspieler
- 1942: Lothar Baier, deutscher Schriftsteller, Publizist und Übersetzer
- 1942: Marie-Thérèse Lefebvre, kanadische Musikwissenschaftlerin
- 1942: Walter Schiejok, österreichischer Journalist und Fernsehmoderator
- 1943: Kay Andrews, Baroness Andrews, britische Politikerin

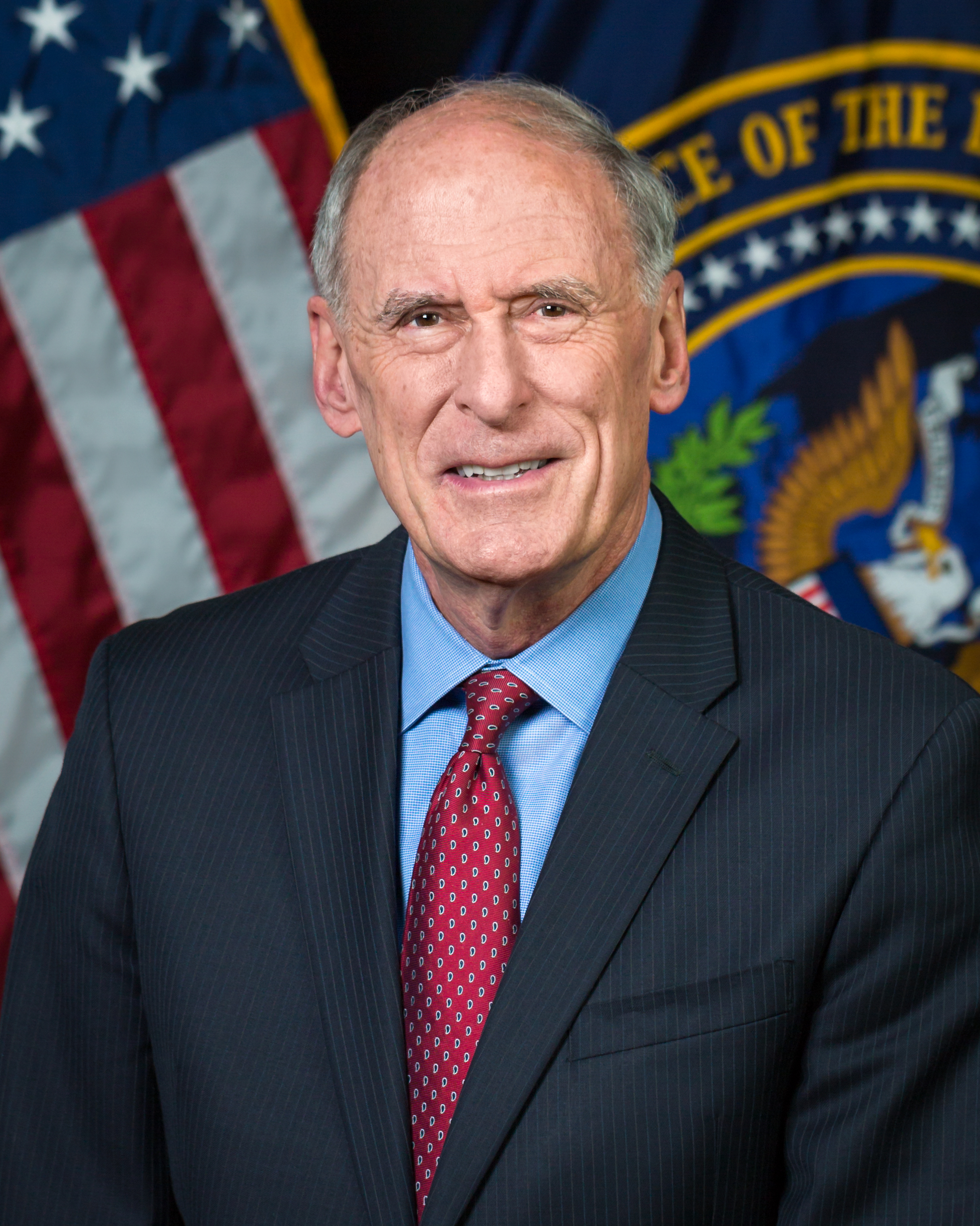
Dan Coats (* 1943)

- 1943: Dan Coats, US-amerikanischer Politiker, Senator
- 1943: Allan Wood, australischer Schwimmer
- 1944: Ulrich Battis, deutscher Rechtswissenschaftler
- 1944: Achim Bröger, deutscher Kinder- und Jugendbuchautor
- 1944: Billy Cobham, panamaisch-amerikanischer Jazz-Schlagzeuger
- 1944: Kurt von Figura, deutscher Mediziner und Molekularbiologe
- 1944: Friedrich Schorlemmer, deutscher Philosoph und Theologe
- 1944: Danny Trejo, US-amerikanischer Schauspieler
- 1944: Gert Weisskirchen, deutscher Politiker, MdB
- 1945: Rob Bron, niederländischer Motorradrennfahrer
- 1945: Nicky Chinn, britischer Songwriter
- 1945: Sylvester Levay, ungarischer Komponist
- 1945: Massimo Moratti, italienischer Industrieller

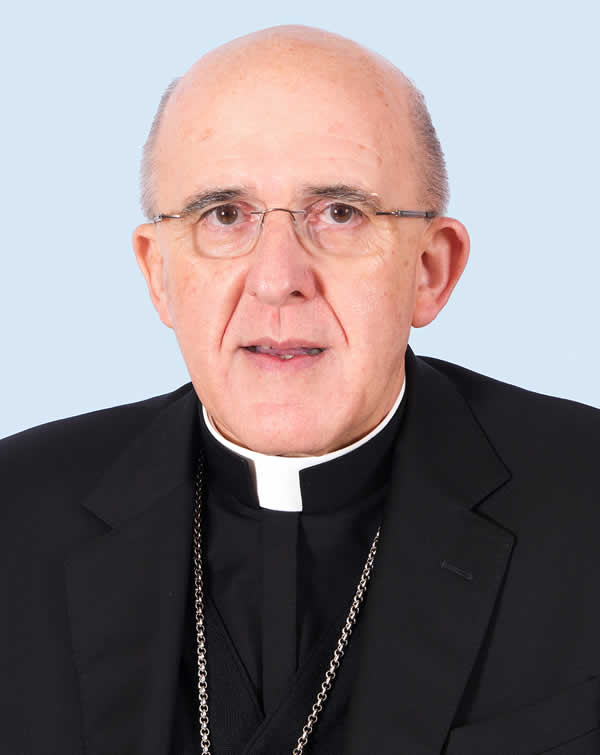
Carlos Osoro Sierra (* 1945)

- 1945: Carlos Osoro Sierra, Erzbischof von Valencia
- 1945: Martha Beatriz Roque, kubanische Wirtschaftswissenschaftlerin
- 1946: Anna Asp, schwedische Artdirectorin und Szenenbildnerin
- 1946: Robert Fripp, britischer Gitarrist und Komponist
- 1946: Simon Schenk, Schweizer Politiker und Eishockeytrainer
- 1947: Mats Åhlberg, schwedischer Eishockeyspieler
- 1947: Barbara Repetto, italienische Politikerin
- 1947: Jan Spitzer, deutscher Schauspieler und Synchronsprecher
- 1948: Klaus Gehrig, deutscher Manager
- 1948: Rainer Stephan, deutscher Autor, Journalist und Regisseur
- 1949: Paul Ackerley, neuseeländischer Feldhockeyspieler und -trainer
- 1949: Karlheinz Hackl, österreichischer Schauspieler und Regisseur
- 1949: Haig Oundjian, britischer Eiskunstläufer
- 1950: Georg Bednorz, deutscher Physiker
- 1950: Peter Risi, Schweizer Fußballspieler
- 1950: Siemen Rühaak, deutscher Schauspieler, Sänger und Regisseur

#### 1951–1975
- 1951: Jonathan Richman, US-amerikanischer Musiker
- 1951: Joachim Rittmeyer, Schweizer Kabarettist
- 1951: Emmanuel Todd, französischer Autor
- 1952: James Herndon, US-amerikanischer Medienpsychologe
- 1952: Erich Weishaupt, deutscher Eishockeyspieler
- 1953: Heinz Affolter, Schweizer Musiker

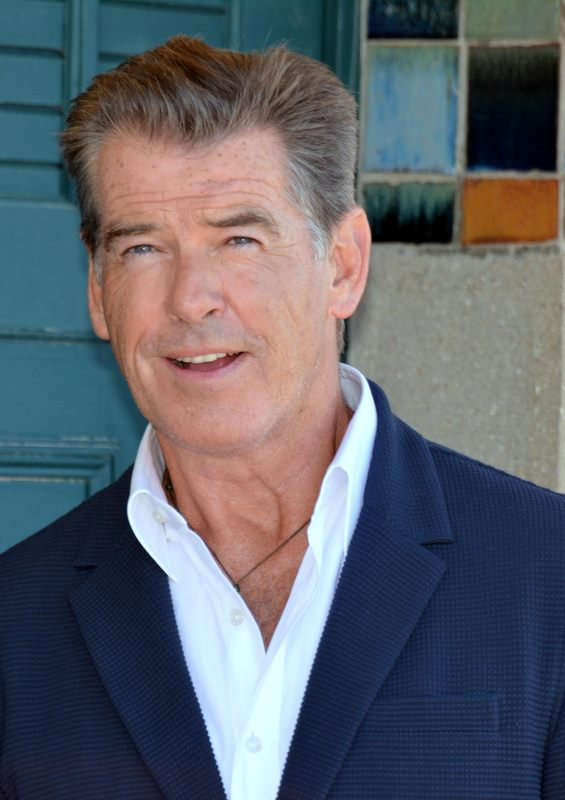
Pierce Brosnan (* 1953)

- 1953: Pierce Brosnan, irischer Schauspieler
- 1953: Monica Huggett, britische Violinistin
- 1953: Kitanoumi Toshimitsu, japanischer Sumo-Ringer, 55. Yokozuna
- 1954: Jónína Leósdóttir, isländische Autorin
- 1954: Betty Olivero, israelische Komponistin
- 1954: Cindy Lee Van Dover, US-amerikanische Meeresbiologin
- 1955: Olga Korbut, weißrussische Kunstturnerin
- 1955: Debra Winger, US-amerikanische Schauspielerin
- 1956: Justus Carrière, deutscher Schauspieler
- 1956: Sergei Wassiljewitsch Andrejew, sowjetischer Fußballspieler und -trainer
- 1956: Michael Herczeg, deutscher Informatiker
- 1957: Joan Benoit, US-amerikanische Marathonläuferin
- 1957: Thomas Hirschhorn, Schweizer Installationskünstler

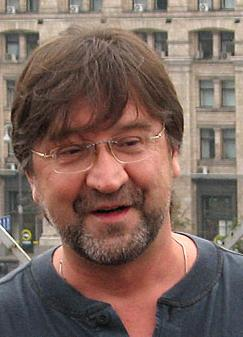
Juri Schewtschuk (* 1957)

- 1957: Juri Julianowitsch Schewtschuk, russischer Rockmusiker und Sänger
- 1958: Irene Fleiss, österreichische Genderforscherin und Schriftstellerin
- 1959: Gregory Johnston, neuseeländischer Ruderer
- 1959: Guy Zerafa, kanadischer Musiker und Komponist
- 1960: Francesca Archibugi, italienische Filmregisseurin, Drehbuchautorin und Schauspielerin
- 1960: Tamme Hanken, deutscher Tierheilpraktiker
- 1960: Marcel Alexander Niggli, Schweizer Rechtswissenschaftler
- 1960: Nikollë Nikprelaj, albanischer Sänger
- 1961: Gerhard Papke, deutscher Politiker
- 1962: Georges Bacaouni, libanesischer Erzbischof
- 1962: Anna Justice, deutsche Filmregisseurin und Drehbuchautorin
- 1962: Samuel Labarthe, französisch-schweizerischer Schauspieler
- 1962: Carlo van Putten, niederländischer Songwriter und Sänger
- 1962: Helga Radtke, deutsche Leichtathletin
- 1963: Petras Auštrevičius, litauischer Politiker
- 1963: Mercedes Echerer, österreichische Schauspielerin und Politikerin
- 1963: Marina Massironi, italienische Schauspielerin
- 1964: H. P. Baxxter, deutscher MC, Sänger und Musikproduzent
- 1964: Stefan Brönneke, deutscher Synchronsprecher und Filmregisseur
- 1964: Michael Cerny, deutscher Diplom-Informatiker und Politiker
- 1964: Rebecca Front, britische Schauspielerin und Drehbuchautorin
- 1964: Ralf Hoffmann, Generaloberstabsarzt des Heeres der Bundeswehr
- 1964: Berel Lazar, russischer Rabbiner
- 1964: Klaus Mindrup, deutscher Biologe und Politiker
- 1964: John Salley, US-amerikanischer Basketballspieler und Schauspieler
- 1964: Martin Skovgaard, dänischer Badmintonspieler
- 1965: Thomas Gill, norwegischer Fußballspieler
- 1965: Krist Novoselic, US-amerikanischer Musiker
- 1965: Kim Schmidt, deutscher Comiczeichner und Cartoonist

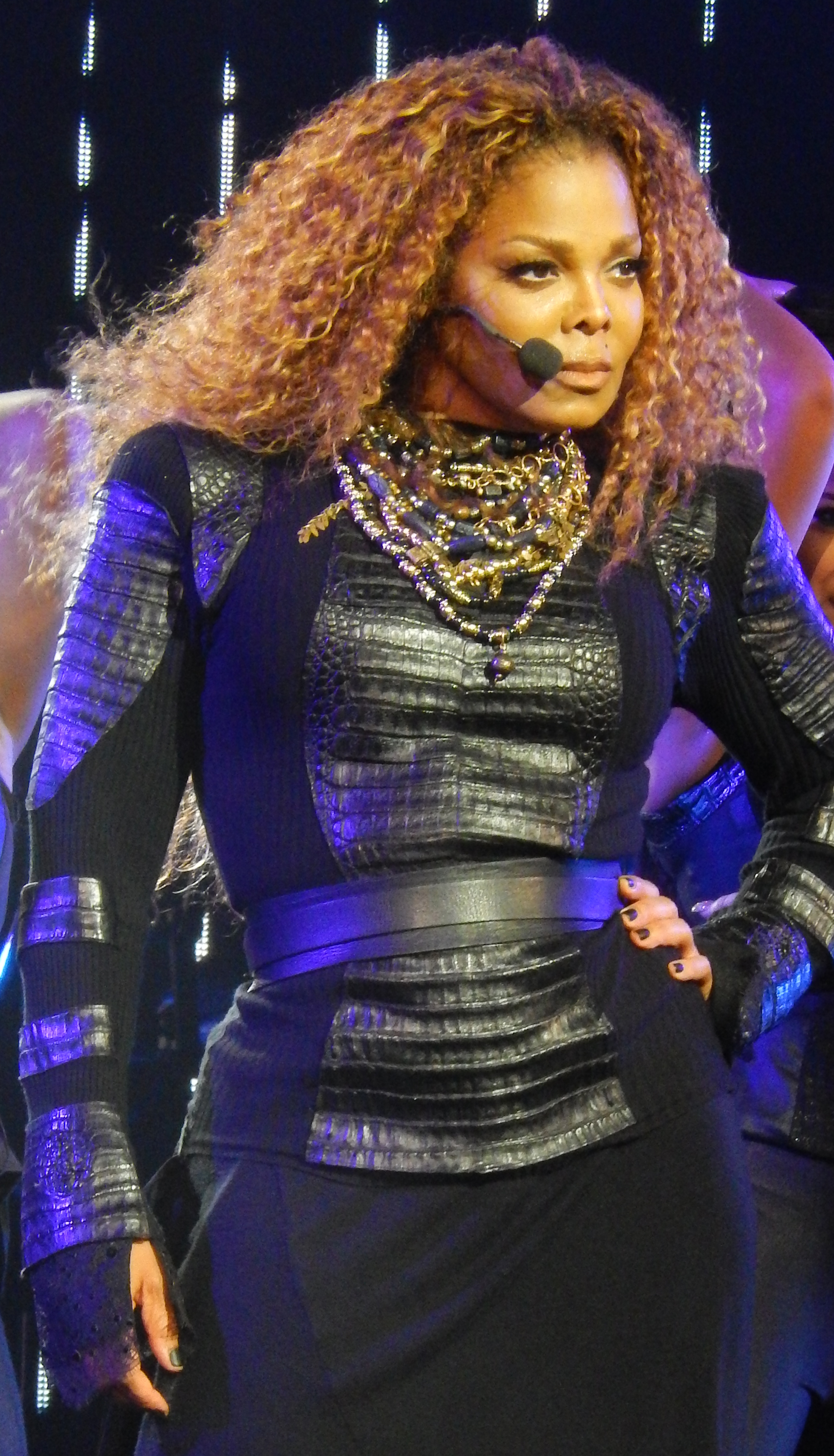
Janet Jackson (* 1966)

- 1966: Janet Jackson, US-amerikanische Sängerin
- 1966: Thurman Thomas, US-amerikanischer American-Football-Spieler
- 1967: Klaas Hübner, deutscher Politiker, MdB
- 1967: Virgil Widrich, österreichischer Regisseur, Drehbuchautor und Filmemacher
- 1968: Sandra Nedeleff, deutsche Schauspielerin, Drehbuchautorin und Regisseurin
- 1969: Matthias Asche, deutscher Historiker
- 1969: Yannick Bisson, kanadischer Schauspieler
- 1969: David Boreanaz, US-amerikanischer Schauspieler
- 1969: Ursula Buschhorn, deutsche Schauspielerin
- 1969: Tucker Carlson, US-amerikanischer Journalist und Talkshow-Moderator
- 1969: Tracey Gold, US-amerikanische Schauspielerin
- 1969: Marco Kurz, deutscher Fußballspieler und -trainer
- 1969: Steve Lewis, US-amerikanischer Leichtathlet, Olympiasieger
- 1969: Ari-Pekka Nikkola, finnischer Skispringer
- 1970: Martin Gruber, deutscher Schauspieler
- 1970: Gabriela Sabatini, argentinische Tennisspielerin, Olympiamedaillengewinnerin
- 1971: Thomas Knorr, deutscher Handballspieler und -trainer
- 1971: Roman Pungartnik, slowenischer Handballspieler
- 1971: Axel Röhrle, deutscher Schauspieler
- 1971: Rick Trevino, US-amerikanischer Country-Musiker
- 1973: Robert Kratky, österreichischer Radiomoderator

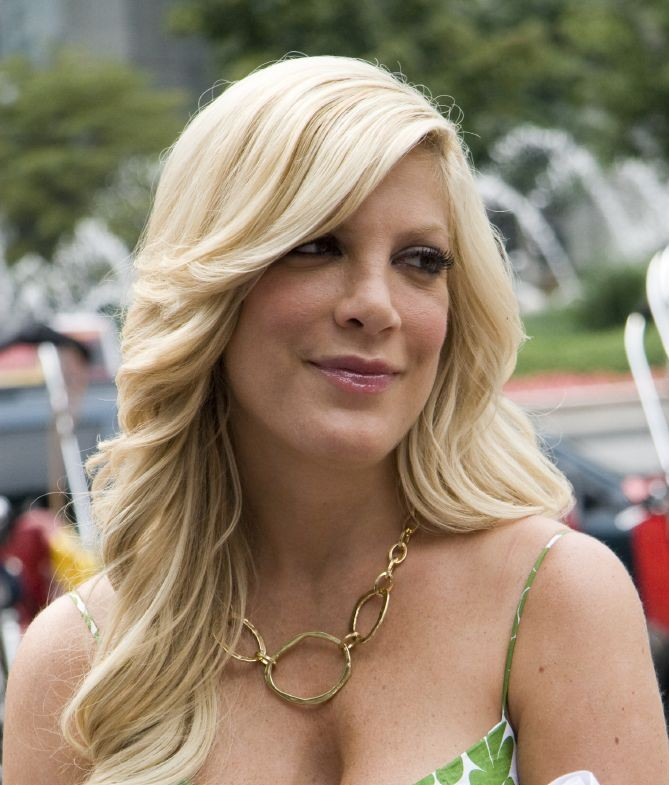
Tori Spelling (* 1973)

- 1973: Tori Spelling, US-amerikanische Schauspielerin
- 1973: Wee Man, US-amerikanischer TV-Darsteller (Jackass)
- 1974: Josef Buchner, deutscher Nordischer Kombinierer
- 1974: Laura Pausini, italienische Sängerin
- 1974: Erol Sabanov, deutscher Fußballspieler
- 1974: Sonny Sandoval, US-amerikanischer Sänger und Rapper
- 1975: Milan Fukal, tschechischer Fußballspieler
- 1975: Kelly Kainz, britische Tänzerin und Tanztrainerin
- 1975: Tony Kakko, finnischer Sänger und Keyboarder
- 1975: Melanie Rühmann, deutsche Schauspielerin
- 1975: Alexandre Strambini, Schweizer Tennisspieler

#### 1976–2000
- 1976: Christoph von Friedl, österreichischer Schauspieler

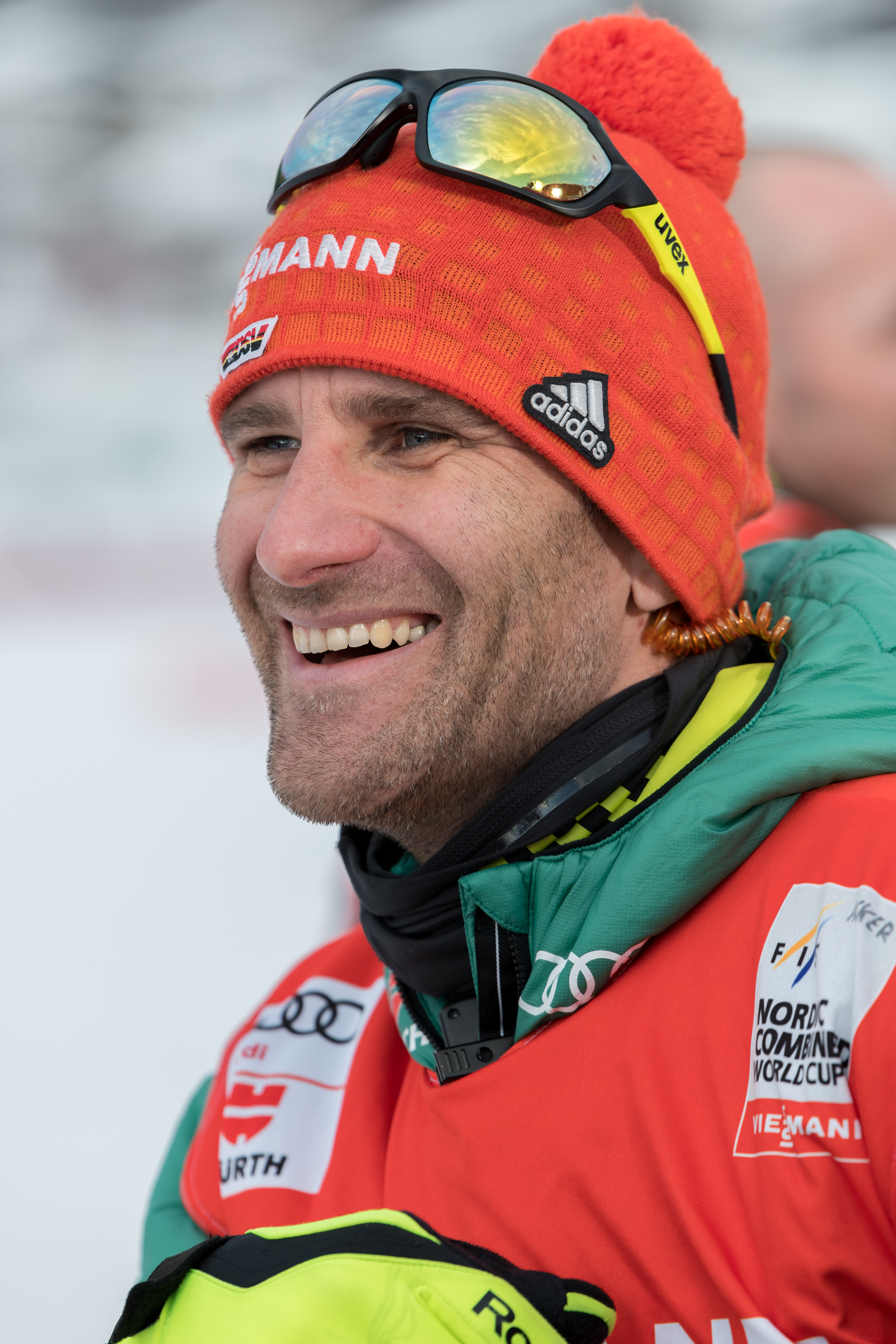
Ronny Ackermann (* 1977)

- 1977: Ronny Ackermann, deutscher Nordischer Kombinierer
- 1977: Katrin Bühring, deutsche Schauspielerin und Drehbuchautorin

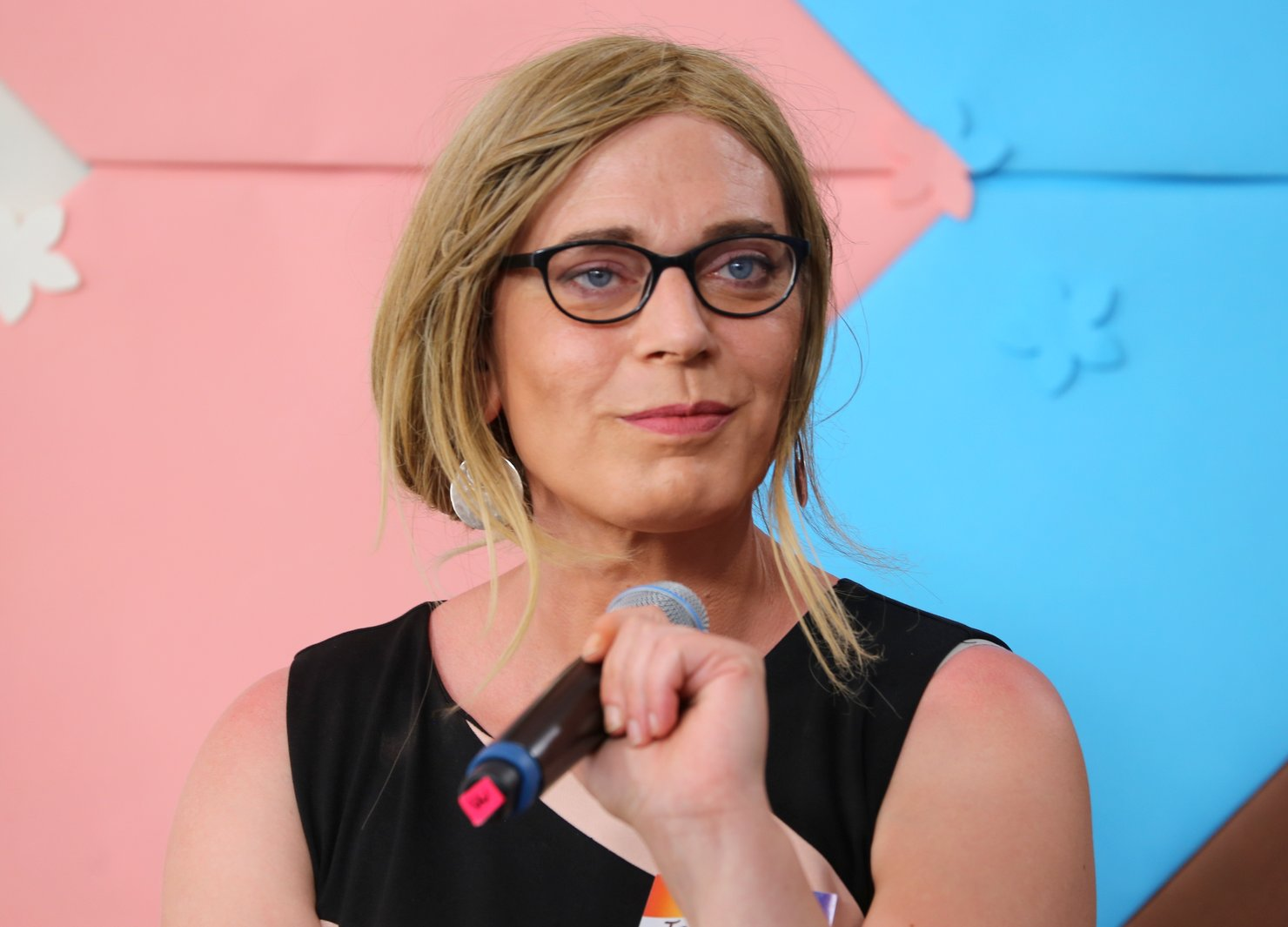
Tessa Ganserer (* 1977)

- 1977ː Tessa Ganserer, deutsche Politikerin (Bündnis 90/Die Grünen), MdB
- 1977: Jean-Sébastien Giguère, kanadischer Eishockeyspieler
- 1977: Adam MacDonald, kanadischer Schauspieler, Filmregisseur und Drehbuchautor
- 1977: Melanie Lynskey, neuseeländische Schauspielerin
- 1977: Fernando José Silva Garcia, andorranischer Fußballspieler
- 1977: Emilíana Torrini, isländische Sängerin, Komponistin und Musikproduzentin
- 1978: Olga Alexejewna Saizewa, russische Biathletin
- 1978: Lionel Sebastián Scaloni, argentinischer Fußballspieler
- 1978: Jim Sturgess, britischer Schauspieler und Musiker
- 1979: Matthias Kessler, deutscher Radrennfahrer
- 1979: Barbara Nedeljáková, slowakische Schauspielerin
- 1979: Klaus Schrottshammer, österreichischer Geschwindigkeitsskifahrer
- 1980: Simon Gerrans, australischer Radrennfahrer

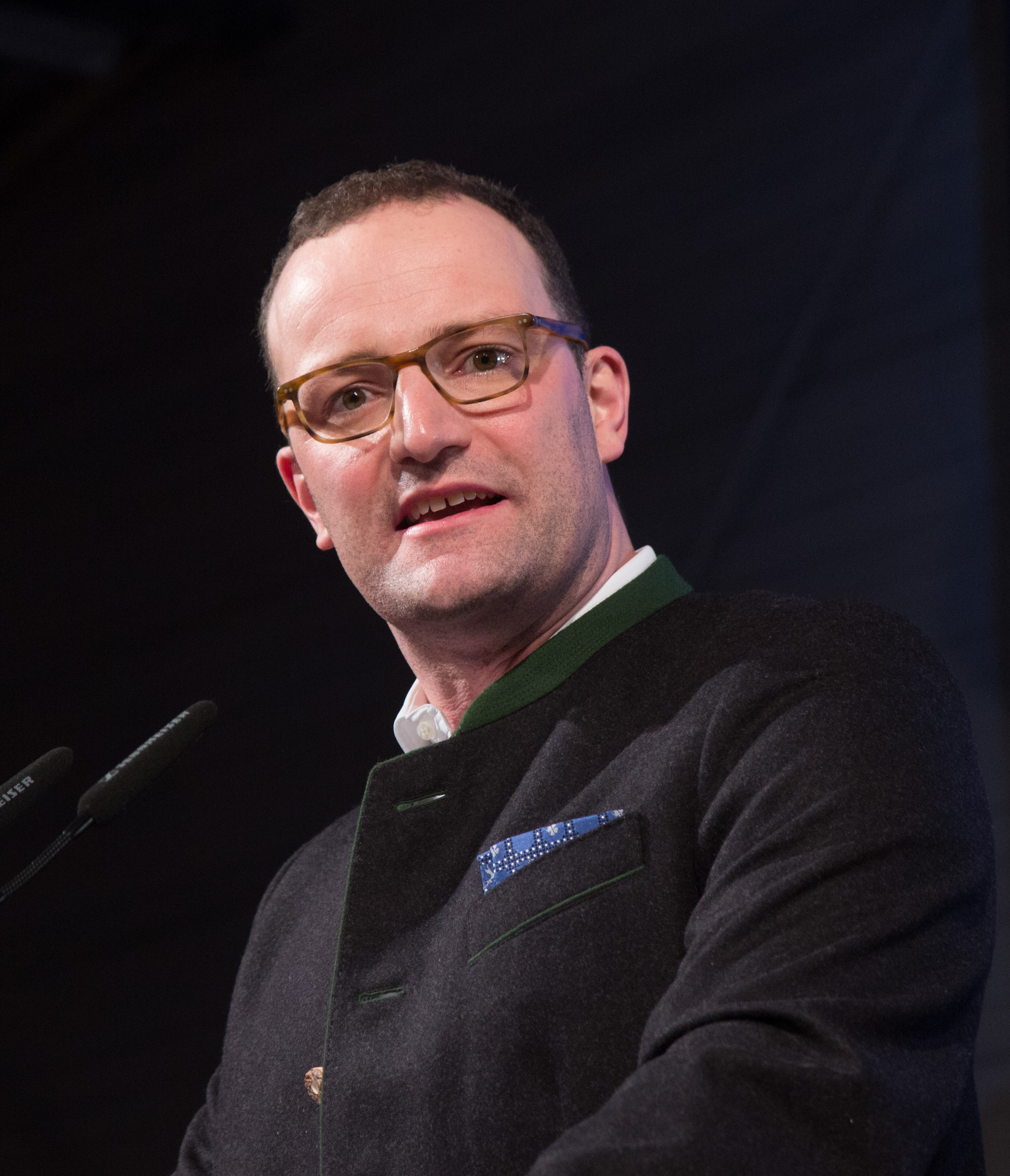
Jens Spahn (* 1980)

- 1980: Jens Spahn, deutscher Politiker
- 1981: Ricardo Costa, portugiesischer Fußballspieler
- 1981: Kaká, brasilianischer Fußballspieler
- 1981: Joseph Morgan, britischer Schauspieler
- 1982: Billy Crawford, philippinischer Sänger, Songschreiber und Schauspieler
- 1982: Ju Ji-hoon, südkoreanischer Schauspieler
- 1982: Łukasz Kubot, polnischer Tennisspieler
- 1982: Clément Turpin, französischer Fußballschiedsrichter
- 1983: Nancy Ajram, libanesische Sängerin
- 1983: Fabian Oscar Wien, deutscher Schauspieler, Sprecher und Kabarettist
- 1984: Julien Antomarchi, französischer Radrennfahrer
- 1985: Stanislaw Janewski, bulgarischer Schauspieler
- 1985: Anja Mittag, deutsche Fußballspielerin
- 1986: Daryna Apanaschtschenko, ukrainische Fußballspielerin
- 1986: Eleni Artymata, zyprische Sprinterin

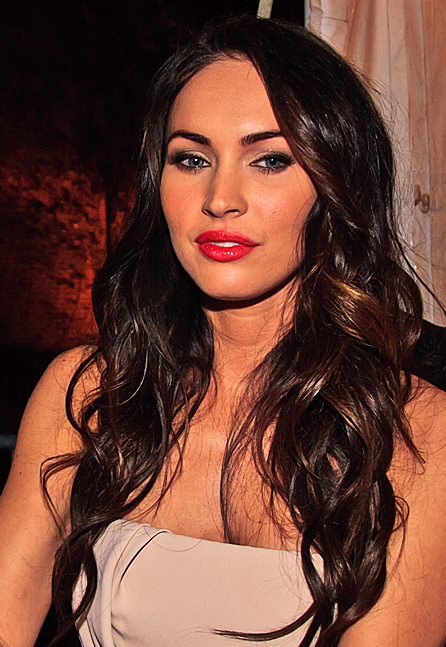
Megan Fox (* 1986)

- 1986: Megan Fox, US-amerikanische Schauspielerin
- 1987: Olena Chomrowa, russische Säbelfechterin, Olympiasiegerin
- 1987: Jana Schölermann, deutsche Schauspielerin und Synchronsprecherin
- 1987: Günther Matzinger, österreichischer Sprinter und Mittelstreckenläufer
- 1989: Luan Gummich, deutsch-brasilianischer Schauspieler
- 1990: Sermet Agartan, deutscher Musikproduzent, Komponist, Songwriter und Tontechniker
- 1990: Deniz Akdeniz, australischer Schauspieler
- 1990: Bjarki Már Elísson, isländischer Handballspieler
- 1990: Thomas Brodie-Sangster, britischer Schauspieler

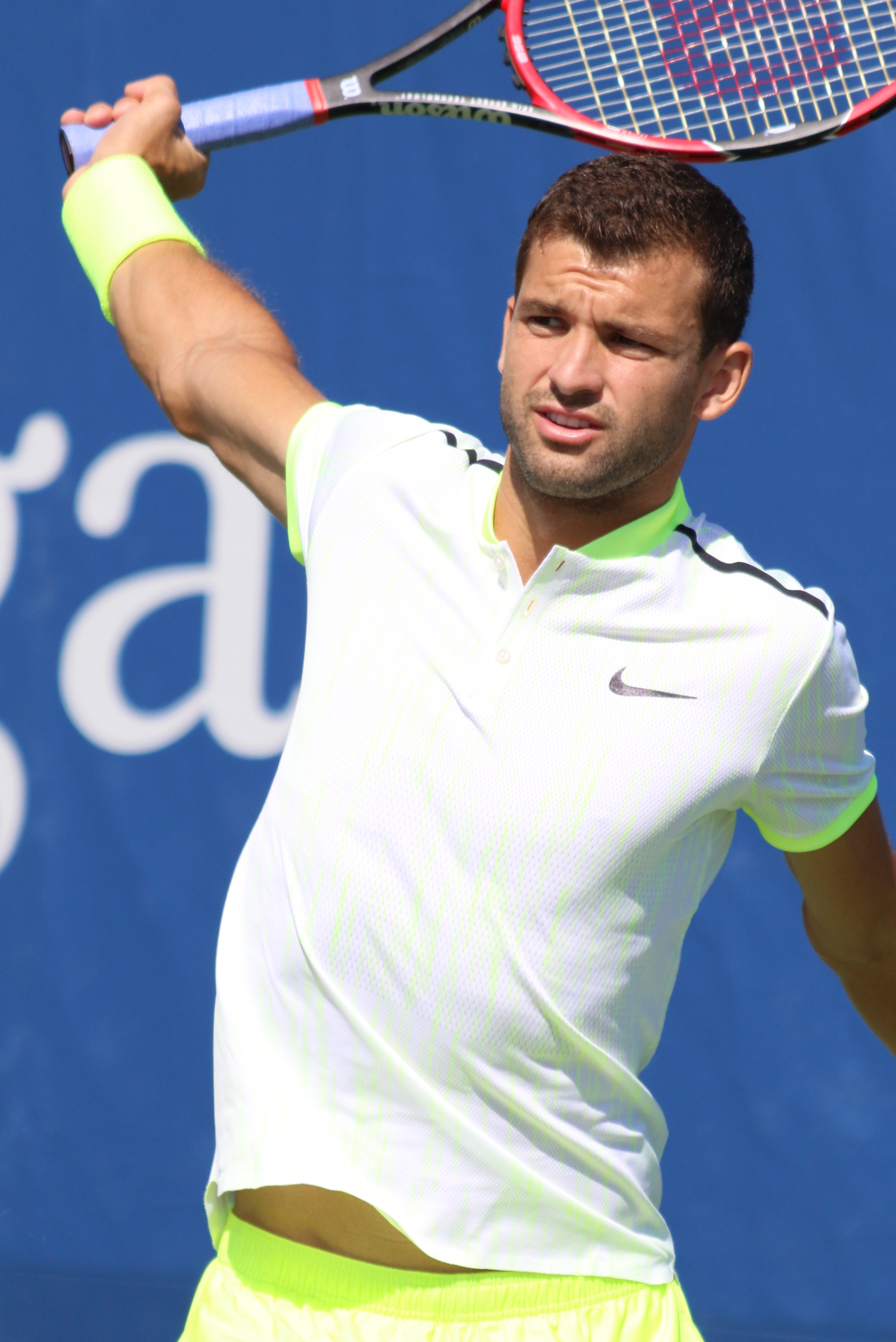
Grigor Dimitrow (* 1991)

- 1991: Grigor Dimitrow, bulgarischer Tennisspieler
- 1993: Johannes Thingnes Bø, norwegischer Biathlet
- 1993: IU, südkoreanische Sängerin
- 1994: Kamu Grugier-Hill, US-amerikanischer American-Football-Spieler
- 1994: Selim Gündüz, türkisch-deutscher Fußballspieler
- 1994: Stefan Rogentin, Schweizer Skirennläufer
- 1994: Anthony Turgis, französischer Radrennfahrer
- 1994: Zeca, brasilianischer Fußballspieler
- 1996: José Mauri, italienisch-argentinischer Fußballspieler
- 1998: Melanie Hasler, Schweizer Bobfahrerin
- 2000: Tim Georgi, deutscher Motorradrennfahrer

### 21. Jahrhundert
- 2002: Ryan Gravenberch, niederländisch-surinamischer Fußballspieler
- 2002: Ali Skovbye, kanadische Schauspielerin
- 2002: Zoe Zimmermann, US-amerikanische Skirennläuferin

## Gestorben

### Vor dem 16. Jahrhundert
- 0995: Fujiwara no Michitaka, Regent von Japan
- 1018: Lambert von Konstanz, Bischof von Konstanz
- 1101: Liemar, Erzbischof von Bremen und Hamburg
- 1127: Gens Bournarel, französischer Eremit und Heiliger

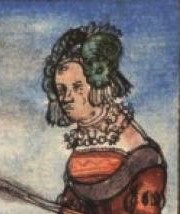
Bertha von Groitzsch († 1144)

- 1144: Bertha von Groitzsch, deutsche Klosterstifterin
- 1160: Ubald von Gubbio, Bischof von Gubbio und Heiliger
- 1182: Johannes Komnenos Batatzes, hochrangiger byzantinischer Militär
- 1211: Mieszko I. Kreuzbein, Herzog von Schlesien
- 1265: Simon Stock, englischer Geistlicher, Generalprior der Karmeliten und römisch-katholischer Heiliger
- 1296: William de Valence, 1. Earl of Pembroke, anglo-französischer Adeliger
- 1373: Jean I., Graf von Armagnac und Rodez
- 1395: Beatrix von Berg, Kurfürstin von der Pfalz
- 1406: Walter Fitzwalter, 5. Baron Fitzwalter, englischer Adeliger
- 1412: Facino Cane de Casale, italienischer Condottiere
- 1412: Giovanni Maria Visconti, Herzog von Mailand
- 1417: Eberhard III., Graf von Württemberg
- 1427: Johannes Rimer, böhmischer Priester und Märtyrer, Heiliger der katholischen Kirche
- 1445: Nikolaus van Bueren, niederländisch-deutscher Dombaumeister am Kölner Dom
- 1456: Anna von Plesse, Äbtissin im Stift Freckenhorst und im Stift Neuenheerse

### 16. bis 18. Jahrhundert
- 1514: Barbara Dürer, Nürnberger Bürgerin, Mutter von Albrecht Dürer
- 1543: Mathias Auctus, Humanist und Stadtphysicus in Breslau
- 1553: Fünf Märtyrer von Lyon, französische Märtyrer der Reformation
- 1561: Jan Amor Tarnowski, Großhetman der polnischen Krone und Reichsgraf des Heiligen Römischen Reiches
- 1562: Adham Khan, Politiker im Mogulreich
- 1567: Juan Bautista de Toledo, spanischer Architekt der Renaissance
- 1569: Dirk Willems, anabaptistischer Märtyrer
- 1574: Katharina von Braunschweig-Wolfenbüttel, Markgräfin von Brandenburg-Küstrin
- 1584: Georg Agricola, Bischof von Lavant und Bischof von Seckau
- 1601: Carl Henriksson Horn, schwedischer Feldmarschall und Staatsmann
- 1611: Francis Carew, englischer Politiker

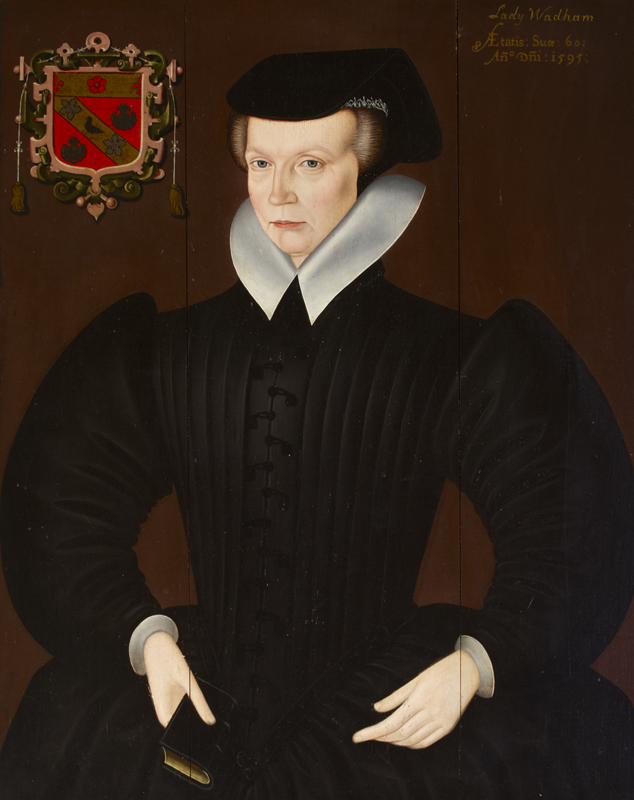
Dorothy Wadham († 1618)

- 1618: Dorothy Wadham, Mitbegründer des Waldham College von Oxford
- 1620: William Adams, englischer Seefahrer, vermutlich der erste Europäer mit dem Titel eines Samurai
- 1626: Christian Baum, deutscher Theologe und Philologe
- 1651: Sophie von Solms-Laubach, Markgräfin und Regentin von Brandenburg-Ansbach
- 1655: Johann Heinrich Meibom, deutscher Arzt und Professor der Medizin
- 1662: Abraham de Fabert, französischer Heerführer und Militäringenieur, Marschall von Frankreich
- 1664: Joseph de Bray, niederländischer Maler und Zeichner
- 1665: Hermann von Dorne, Lübecker Bürgermeister
- 1669: Pietro da Cortona, italienischer Baumeister und Maler des römischen Hochbarocks
- 1682: Andreas Concius, deutscher Mathematiker
- 1696: Maria Anna von Österreich, Königin und Regentin von Spanien
- 1699: Christine Charlotte von Württemberg, Regentin von Ostfriesland
- 1700: Peter Herold, deutscher Orgelbauer
- 1703: Charles Perrault, französischer Schriftsteller
- 1706: Christian Röhrensee, deutscher Ethiker und Politikwissenschaftler
- 1711: Narabayashi Chinzan, japanischer Dolmetscher und Arzt
- 1713: Maximilian Dreißigmark, deutscher Bildhauer
- 1716: Andreas Rehberger, deutscher evangelischer Geistlicher und Kirchenlieddichter
- 1720: Jacob Vallan, niederländischer Mediziner
- 1721: Wilhelm Erasmus Arends, deutscher Pfarrer
- 1722: Christine Wilhelmine von Hessen-Homburg, Herzogin von Mecklenburg
- 1746: Johann Adolf II., letzter Herzog von Sachsen-Weißenfels
- 1757: Kurt Christoph von Schwerin, preußischer Generalfeldmarschall
- 1762: Ernst Christian Hesse, deutscher Kapellmeister, Komponist und Gambist
- 1765: Johann Adam Delsenbach, deutscher Kupferstecher
- 1767: August Franz Friedrich zu Castell-Remlingen, Herrscher der Grafschaft Castell
- 1769: Andreas Rehberger, deutscher evangelischer Geistlicher und Kirchenlieddichter
- 1775: Veitel Heine Ephraim, königlich preußischer Hoffaktor und Bankier
- 1779: Johann Paul Reinhard, deutscher Hochschullehrer und Historiker
- 1781: Giacomo Puccini, italienischer Komponist und Organist, Ururgroßvater des gleichnamigen Komponisten
- 1795: Johann Friedrich Karl von Alvensleben, britisch-hannoverscher Minister

### 19. Jahrhundert
- 1816: Nikolai Iwanowitsch Saltykow, russischer Staatsmann und Feldmarschall
- 1820: Gottlieb Friedrich Abel, deutscher Kupferstecher und Botaniker
- 1822: Bonaventura Andres, deutscher Jesuiten-Pater, Pädagoge, Hochschullehrer und Schriftsteller
- 1823: Ōta Nampo, japanischer Schriftsteller

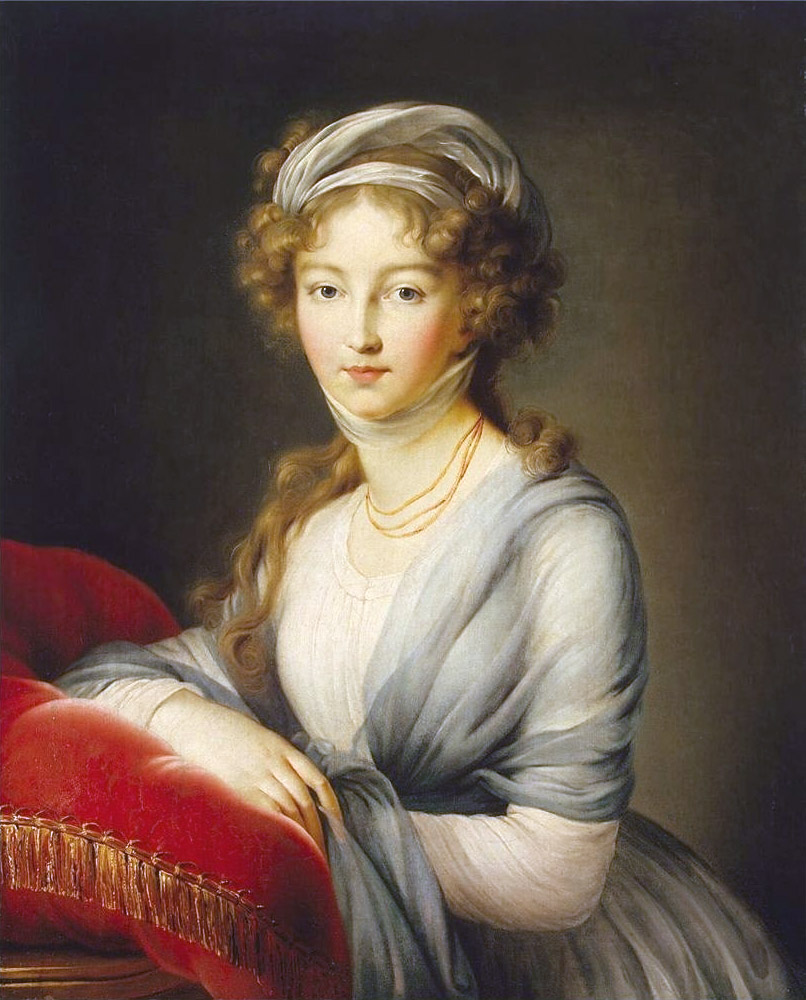
Elisabeth Alexejewna († 1826)

- 1826: Elisabeth Alexejewna, badische Prinzessin, Großfürstin und Kaiserin von Russland
- 1826: Christian Friedrich Richter, deutscher Mediziner
- 1829ː Luise Duttenhofer, deutsche Scherenschnittkünstlerin
- 1830: Joseph Fourier, französischer Mathematiker und Physiker
- 1835: Elia Interguglielmi, italienischer Maler
- 1847: Caspar Ett, deutscher Organist und Komponist
- 1847: Vicente Rocafuerte, Präsident von Ecuador
- 1848: Mathias Weber, österreichischer Orgelbauer
- 1856: Karl Ernst Christoph Schneider, deutscher Altphilologe
- 1857: Asaf Jah IV., Fürst von Hyderabad
- 1862: Edward Gibbon Wakefield, britischer Staatsmann
- 1864: Carl Friedrich Ferdinand Buckow, deutscher Orgelbauer
- 1865: Johann Adam Oestreich, deutscher Orgelbauer
- 1877: David Urquhart, britischer Politiker und Autor
- 1882: Konstantin Petrowitsch von Kaufmann, russischer General
- 1884: Teobaldo Power, spanischer Komponist
- 1886: Peter Vogt, Schweizer Förster und Politiker
- 1888: Pierre Adolphe Lesson, französischer Arzt, Anthropologe und Naturforscher
- 1891: Ion C. Brătianu, rumänischer Politiker und Ministerpräsident
- 1897: Louis Baare, deutscher Wirtschaftspionier und Industrieller
- 1897: Franz Ulpian Wirth, deutscher Politiker und Friedensaktivist
- 1898: Barnabé Akscheislian, Bischof der Armenisch-Katholischen Kirche
- 1898: Joseph Pape, deutscher Jurist und Schriftsteller
- 1898: Jean-Antoine Zinnen, deutsch-luxemburgischer Musiker und Komponist
- 1899: Joseph Probst, deutscher Heimatforscher
- 1899: Wilhelm Schwartz, deutscher Pädagoge und Schriftsteller

### 20. Jahrhundert

#### 1901–1950
- 1908: Johannes Marinus Simon Baljon, niederländischer reformierter Theologe
- 1910: Henri Edmond Cross, französischer Maler
- 1912: Édouard Millaud, französischer Politiker
- 1913: John Atherton, britischer Entdeckungsreisender

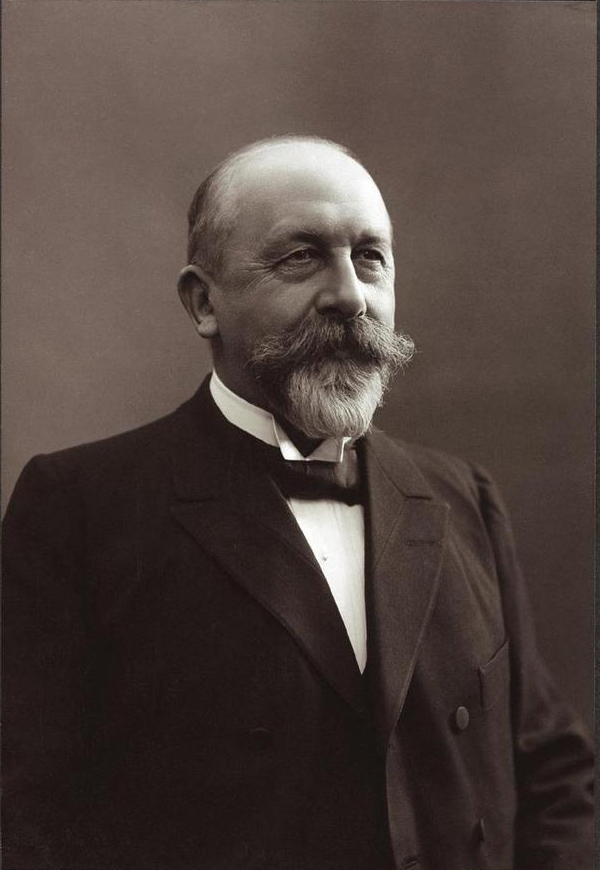
Louis Perrier († 1913)

- 1913: Louis Perrier, Schweizer Politiker und Bundesrat
- 1917: Fernand Halphen, französischer Komponist
- 1917: Rudolph Sohm, deutscher Rechtswissenschaftler
- 1919: Arthur Walter, deutsch-baltischer Pastor und evangelischer Bekenner
- 1920: Karla Máchová, böhmische Politikerin
- 1920: Levi P. Morton, US-amerikanischer Politiker
- 1926: Mehmed VI., letzter Sultan des Osmanischen Reiches
- 1931: Emiliano Figueroa Larraín, chilenischer Politiker und Staatspräsident

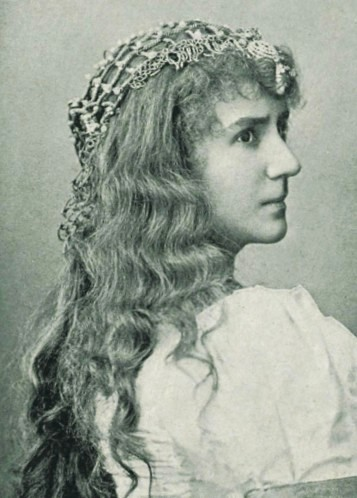
Louise Dumont († 1932)

- 1932: Louise Dumont, deutsche Schauspielerin und Theaterleiterin
- 1933: John Henry Mackay, schottisch-deutscher Schriftsteller
- 1934: Auguste Hertzer, deutsche Krankenschwester
- 1936: Albert Nikolajewitsch Benois, russischer Maler
- 1936: Julius Schreck, deutscher NS-Funktionär, gilt als „Vater der SS“
- 1937: Kurt Frankenstein, deutscher Gynäkologe
- 1938: László Hartmann, ungarischer Automobilrennfahrer
- 1938: Friedrich Springorum, deutscher Manager, Vorstand der Eisen- und Stahlwerk Hoesch AG in Dortmund
- 1939: Sidney Luxton Loney, britischer Mathematiker
- 1940: Otto Dimroth, deutscher Chemiker
- 1941: Johannes Kuhlo, deutscher Musiker, Gründer der protestantischen Posaunenchorarbeit

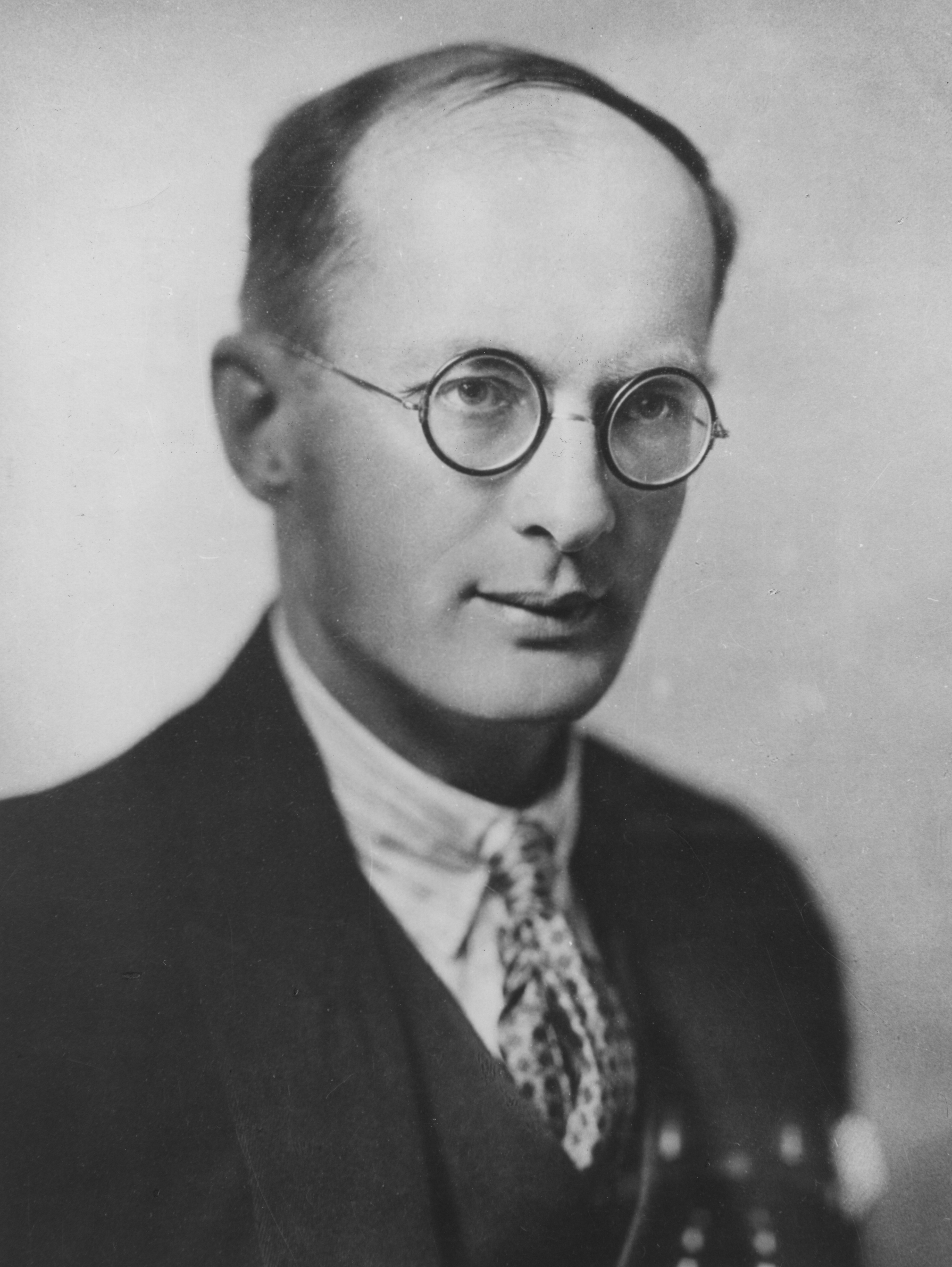
Bronisław Malinowski († 1942)

- 1942: Bronisław Malinowski, britischer Sozialanthropologe
- 1943: Roy Hall, US-amerikanischer Old-Time-Musiker
- 1943: Alfred Hoche, deutscher Psychiater
- 1944: George Ade, US-amerikanischer Schriftsteller
- 1944: Leone Sinigaglia, italienischer Komponist, Alpinist und Opfer des Holocaust
- 1946: Karl Eberhard Schöngarth, deutscher Jurist, General der SS und der Polizei, Gestapo und SD Befehlshaber, Kriegsverbrecher
- 1946: Bruno Tesch, deutscher Chemiker und Unternehmer, Lieferant von Zyklon B, Kriegsverbrecher
- 1947: Frederick Gowland Hopkins, britischer Biochemiker und Physiologe, Nobelpreisträger
- 1948: Ralph Hepburn, US-amerikanischer Motorrad- und Automobilrennfahrer
- 1948: Jacques Ledure, belgischer Autorennfahrer

#### 1951–2000

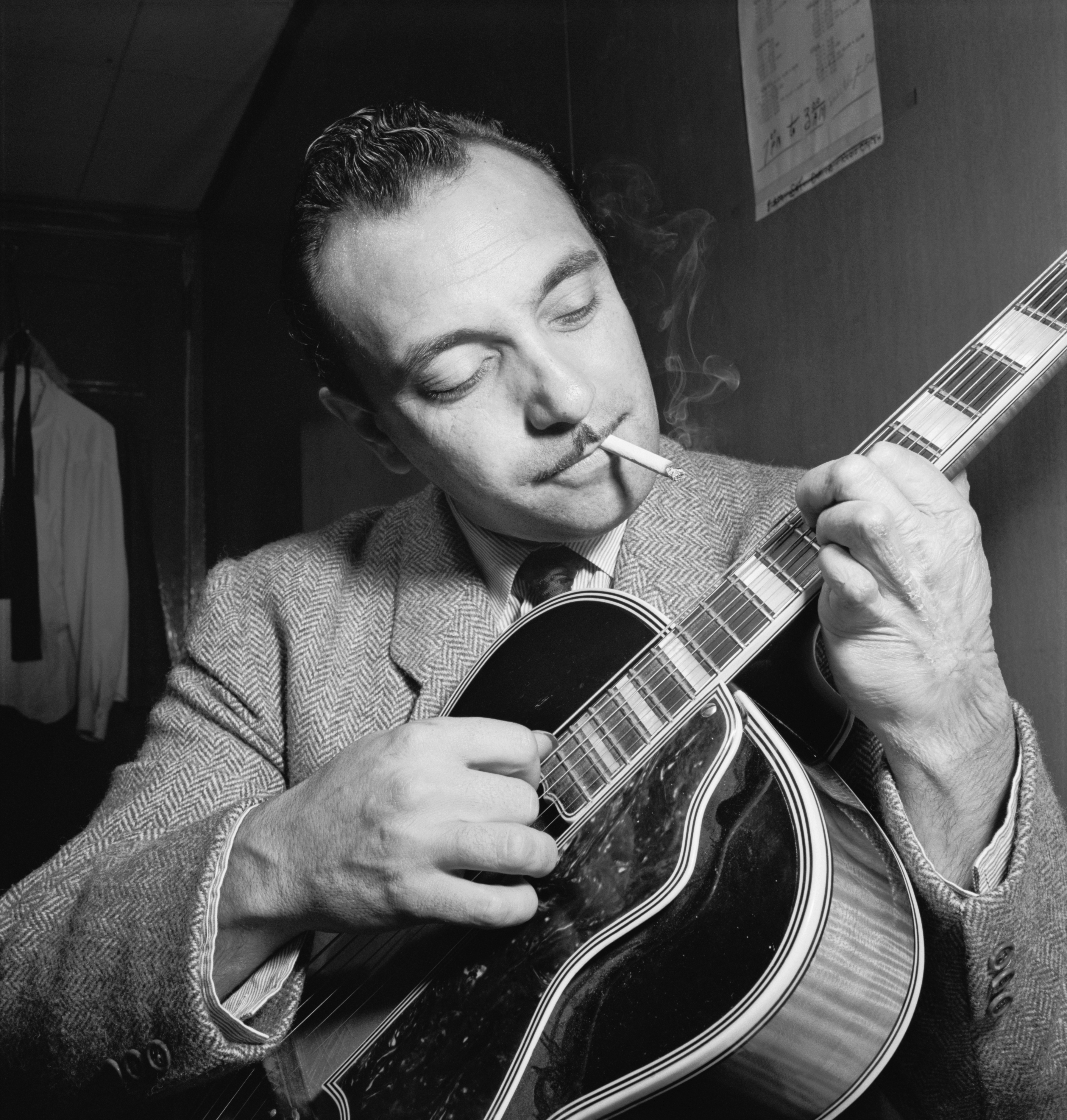
Django Reinhardt († 1953)

- 1953: Marga Meusel, deutsche Fürsorgerin und Gerechte unter den Völkern
- 1953: Django Reinhardt, französischer Swing- und Gypsy-Gitarrist
- 1953: Pierre de Schryder, französischer Widerstandskämpfer
- 1954: Heinrich Wilhelm Joseph Acker, deutscher Politiker
- 1954: Clemens Krauss, österreichischer Dirigent
- 1954: Werner Bischof, Schweizer Fotograf
- 1955: James Agee, US-amerikanischer Schriftsteller und Journalist
- 1955: Manuel Ayulo, US-amerikanischer Automobilrennfahrer
- 1957: Hanna Dauberger, österreichische Schauspielerin und Schriftstellerin
- 1957: Eliot Ness, US-amerikanischer Finanzbeamter und Prohibitionsagent
- 1958: Lisa Albrecht, deutsche Politikerin, MdB
- 1959: Friedrich Grimm, deutscher Völkerrechtler und Strafverteidiger
- 1960ː Nesta Webster, englische Verschwörungstheoretikerin
- 1962: Paul Ortwin Rave, deutscher Kunsthistoriker
- 1963: Luigi Bartolini, italienischer Schriftsteller

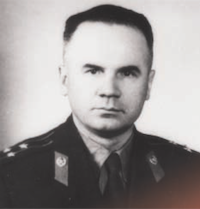
Oleg Penkowski († 1963)

- 1963: Oleg Wladimirowitsch Penkowski, sowjetischer Doppelagent
- 1966: Hellmut Holthaus, deutscher Redakteur und Schriftsteller
- 1966: Albert Kirchmayer, deutscher Architekt
- 1966: Alfred Onnen, deutscher Politiker, MdB
- 1966: Georges Van Den Bossche, belgischer Ruderer
- 1969: Helena Oleska, polnische Opernsängerin und Gesangspädagogin
- 1971: Krikor Bedros XV. Agagianian, 15. Patriarch von Kilikien der armenisch-katholischen Kirche und Kurienkardinal der römischen Kirche
- 1971: Karl Farkas, österreichischer Schauspieler und Kabarettist
- 1973: Robert Bréard, französischer Komponist
- 1973: Albert Paris Gütersloh, österreichischer Maler und Schriftsteller
- 1974: Götz Briefs, katholischer Sozialethiker, Sozialphilosoph und Nationalökonom
- 1976: Jacob Brandsma, niederländischer Ruderer
- 1978ː Christine Koller, deutsche Schriftstellerin, Übersetzerin und Dramaturgin
- 1979: Robert Florey, französisch-US-amerikanischer Regisseur, Autor und Schauspieler
- 1982: Hans Andreas, deutscher Mediziner
- 1983: Roman Jankowiak, polnischer Dirigent und Musikpädagoge
- 1983: Edouard Zeckendorf, belgischer Amateur-Mathematiker
- 1984: Andy Kaufman, US-amerikanischer Entertainer und Schauspieler
- 1984: Irwin Shaw, US-amerikanischer Schriftsteller und Drehbuchautor
- 1986: Edoardo Anton, italienischer Drehbuchautor und Filmregisseur
- 1986: Elsa Arnold, deutsche Widerstandskämpferin
- 1986: Friedrich Franz von Unruh, deutscher Schriftsteller
- 1990: Jim Henson, US-amerikanischer Regisseur und Fernsehproduzent

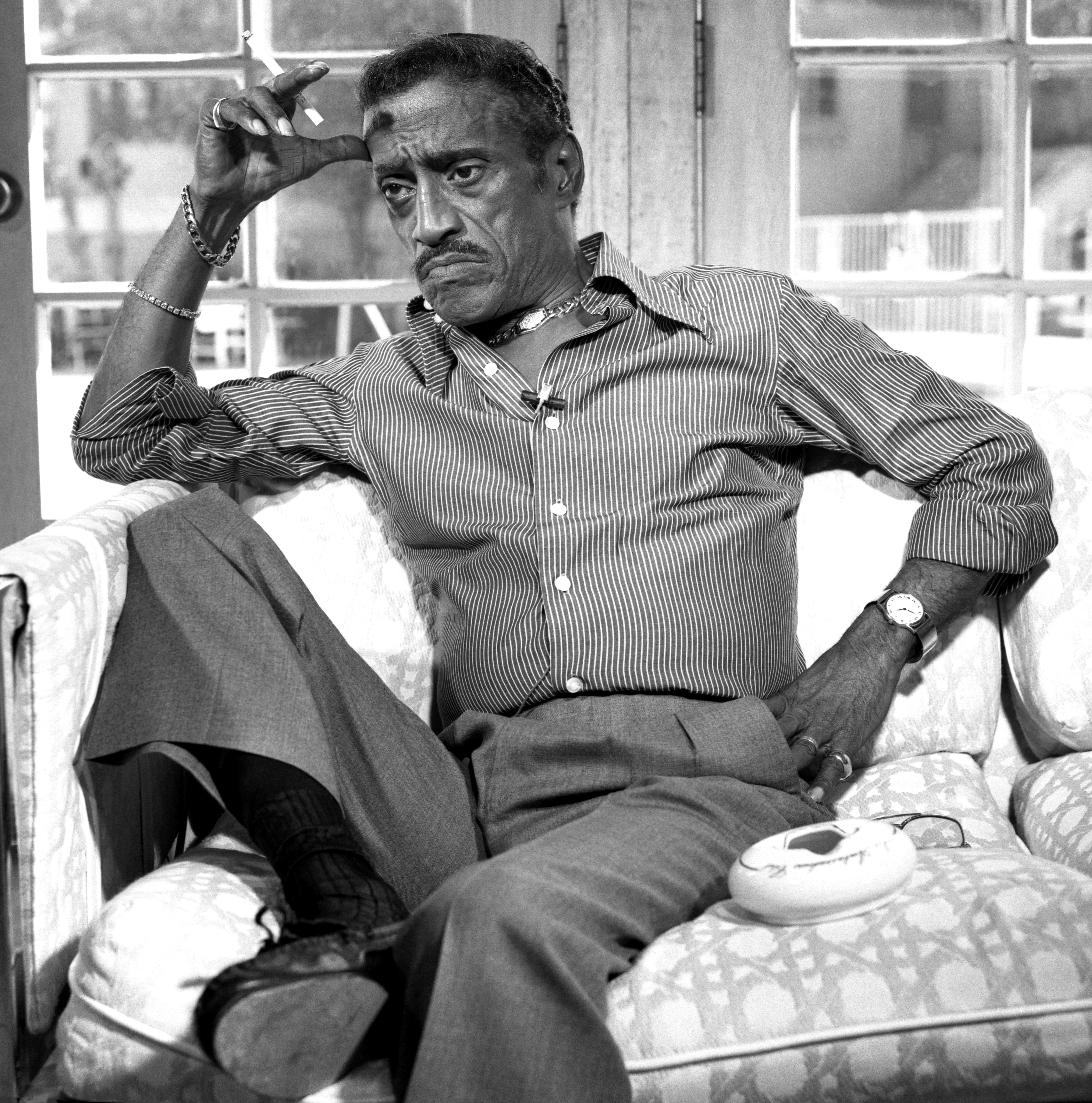
Sammy Davis Jr. († 1990)

- 1990: Sammy Davis, Jr., US-amerikanischer Sänger, Tänzer und Schauspieler
- 1990: Marcelle Kraemer-Bach, französische Rechtsanwältin und Feministin
- 1992: Marisa Mell, österreichische Schauspielerin
- 1992: Gino Rossetti, italienischer Fußballspieler
- 1995: Red Amick, US-amerikanischer Automobilrennfahrer
- 2000: William Ferris, US-amerikanischer Komponist, Organist und Chorleiter
- 2000: Andrzej Szczypiorski, polnischer Schriftsteller

### 21. Jahrhundert

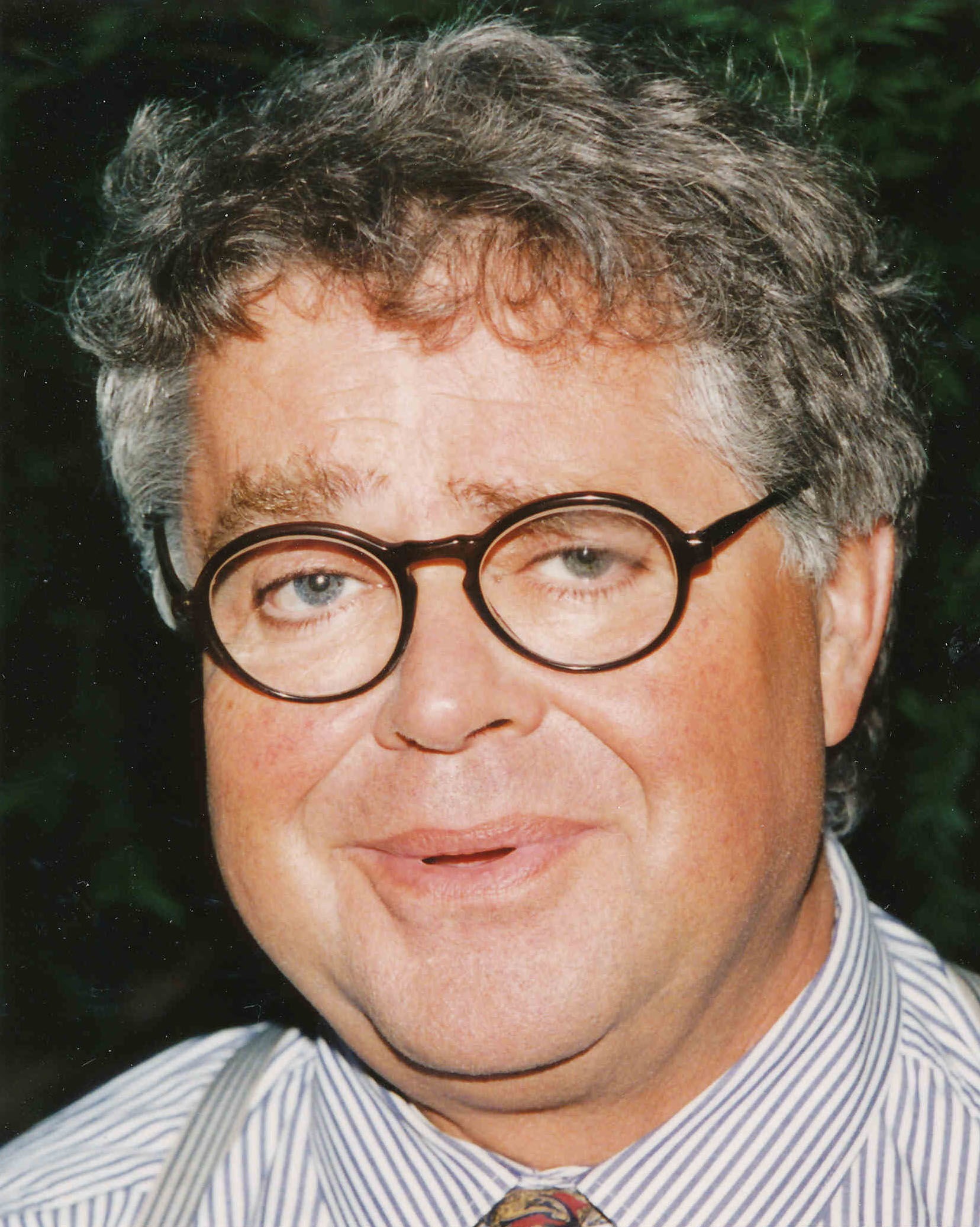
Klaus Dahlen († 2006)

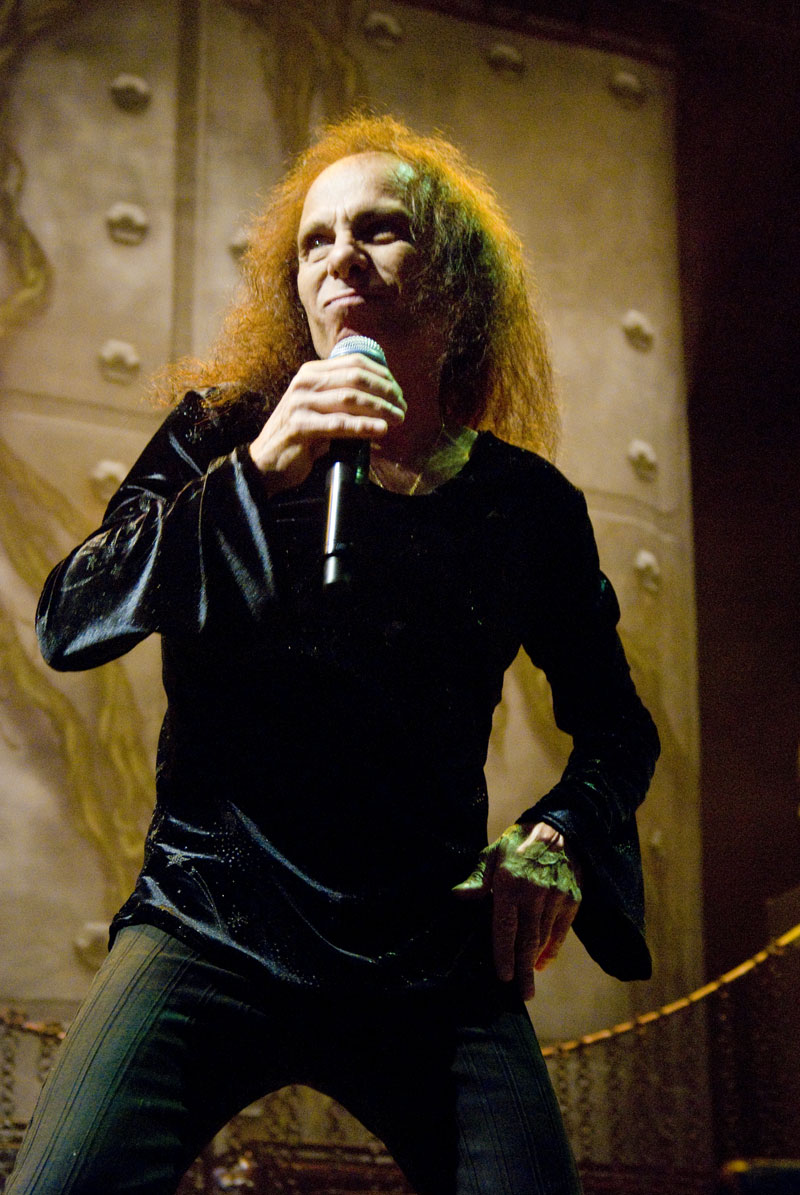
Ronnie James Dio († 2010)

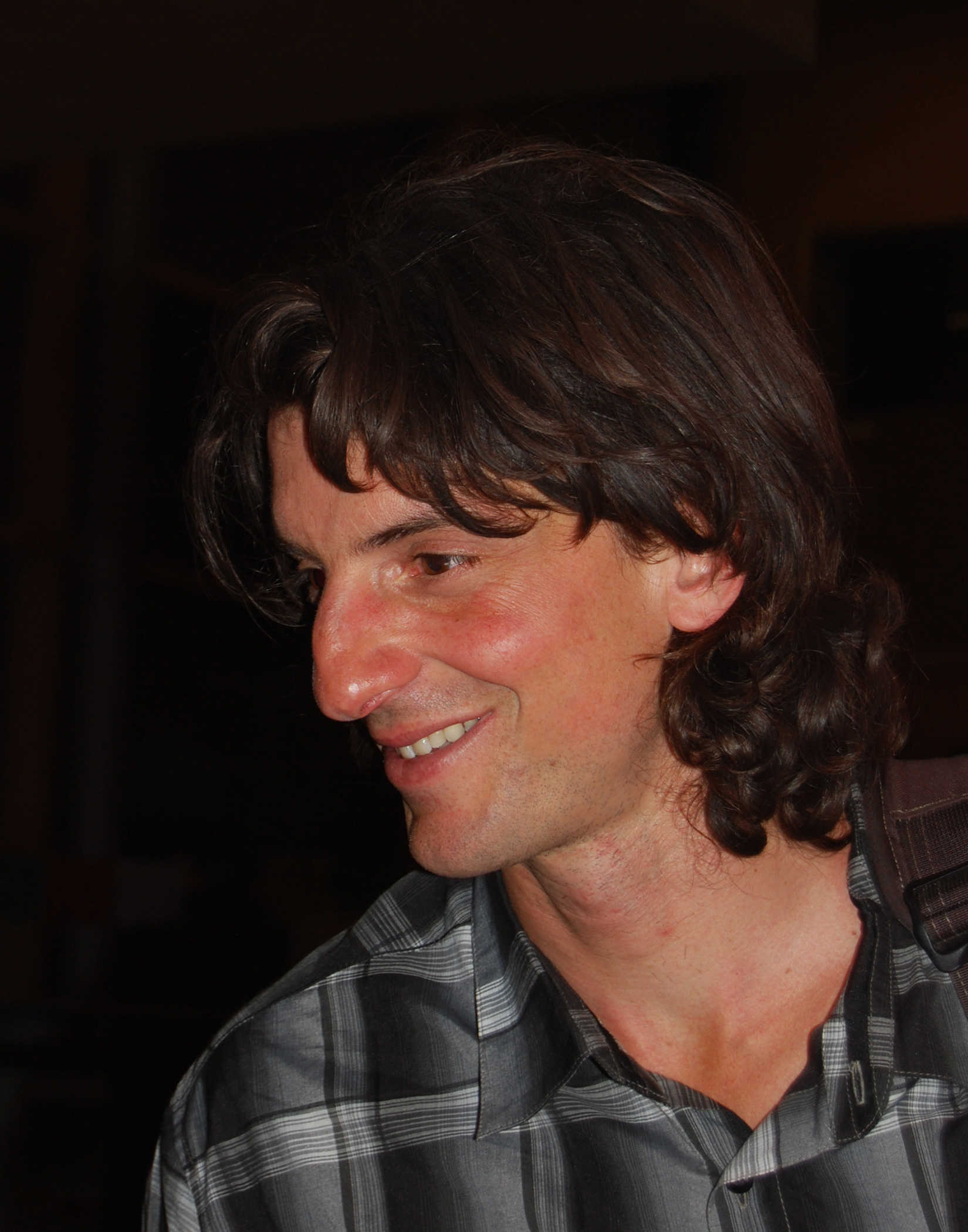
Dean Potter († 2015)

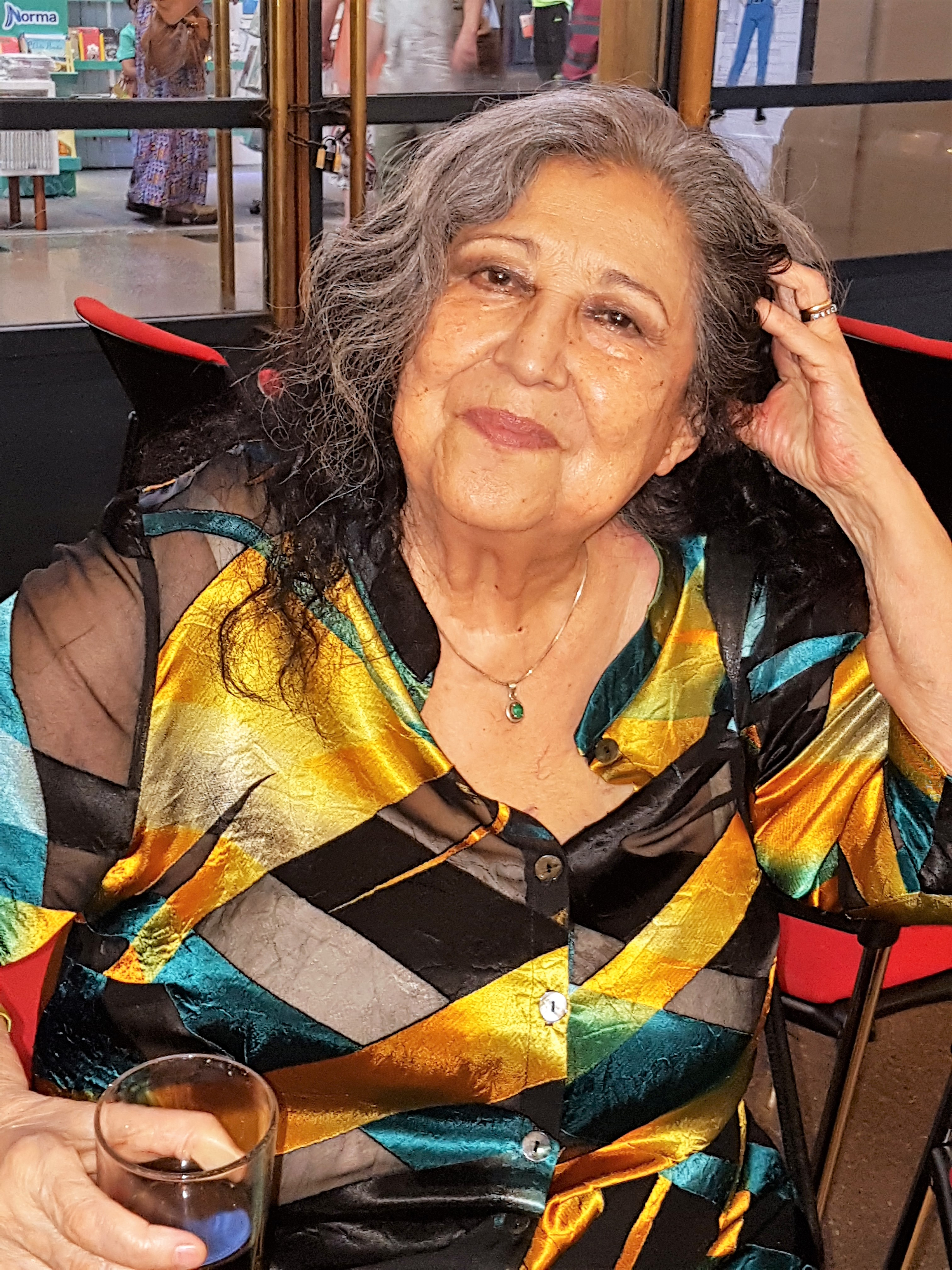
Carmen Berenguer († 2024)

- 2001: Prince Ital Joe, dominicanischer Reggae-Musiker
- 2002: Luis Lintner, italienischer Missionar in Brasilien
- 2003: William Charles Anderson, US-amerikanischer Science-Fiction-Autor
- 2004: Marie Hüllenkremer, deutsche Journalistin und Politikerin
- 2004: Marika Rökk, ungarische Filmschauspielerin und Operettenlegende
- 2005: Rudolf Liechtenhan der Jüngere, Schweizer Dramaturg und Ballettspezialist
- 2005: Kurt Sontheimer, deutscher Politikwissenschaftler
- 2005: Katharina Winter, deutsche Unternehmerin und Unterstützerin der Widerstandskämpfer des 20. Juli 1944
- 2005: Rosa Winter, österreichische KZ-Überlebende
- 2006: Karin von Arronet, deutsch-baltische Kunstmalerin, Grafikerin und Kunsterzieherin
- 2006: Klaus Dahlen, deutscher Schauspieler
- 2006: Josef de Ponte, ungarisch-deutscher Kirchenmaler
- 2007: Bois Sec Ardoin, US-amerikanischer Musiker
- 2008: Wilfrid Mellers, englischer Musikkritiker, -wissenschaftler, -pädagoge und Komponist
- 2008: Robert Mondavi, US-amerikanischer Weinbauer
- 2009: Max Rüeger, Schweizer Radio- und Fernsehjournalist
- 2010: Ronnie James Dio, US-amerikanischer Hard-Rock- und Heavy-Metal-Sänger
- 2010: Hank Jones, US-amerikanischer Jazz-Pianist
- 2012: James Abdnor, US-amerikanischer Politiker
- 2012: Kurt Felix, Schweizer Fernsehmoderator und Fernsehjournalist
- 2012: Jesse Thomas, US-amerikanischer American-Football-Spieler
- 2012: Wolfgang Wiens, deutscher Dramaturg und Theaterregisseur
- 2013: Richard Andriamanjato, madagassischer Pfarrer und Politiker
- 2013: Heinrich Rohrer, Schweizer Physiker und Nobelpreisträger
- 2014: Hortense Anda-Bührle, Schweizer Unternehmerin, Kunstsammlerin und Mäzenin
- 2014: Rolf Boysen, deutscher Schauspieler
- 2014: Jancho Patrikow, bulgarischer Ringer
- 2015: Stavros Mentzos, griechischer Neurologe, Psychiater und Psychoanalytiker
- 2015: Dean Potter, US-amerikanischer Kletterer und Bergsteiger sowie Basejumper und Highliner
- 2016: Giovanni Coppa, italienischer Kardinal
- 2016: Otto Gerhard Oexle, deutscher Historiker
- 2017: Gunnar Möller, deutscher Schauspieler
- 2017: Emil Stehle, deutscher Bischof
- 2018: Joseph Campanella, US-amerikanischer Schauspieler
- 2018: Gérard Jouannest, französischer Pianist und Komponist
- 2019: Bob Hawke, australischer Politiker
- 2019: Ieoh Ming Pei, chinesisch-amerikanischer Architekt
- 2020: Henny Brenner, deutsch-jüdische Zwangsarbeiterin und Autorin
- 2021: Alessandro Talotti, italienischer Leichtathlet
- 2021: Bruno Covas, brasilianischer Politiker
- 2022: Josef Abrhám, tschechischer Schauspieler
- 2024: Carmen Berenguer, chilenische Dichterin

## Feier- und Gedenktage
- Kirchliche Gedenktage
  - Fünf Märtyrer von Lyon, französische Märtyrer (evangelisch)
  - Hl. Johannes Nepomuk, böhmischer Priester und Märtyrer (römisch-katholisch)
  - Hl. Gemma Galgani, italienische Mystikerin (römisch-katholisch)

Weitere Einträge enthält die Liste von Gedenk- und Aktionstagen.